# PCCカー (サンフランシスコ市営鉄道)
この項目では、アメリカ・カナダ各都市に導入された路面電車車両であるPCCカーのうち、サンフランシスコに路線網を有するサンフランシスコ市営鉄道（San Francisco Municipal Railway、Muni）に導入された車両について解説する。第二次世界大戦後の1948年から営業運転を開始し、そのうち1952年に登場した車両は最後に新製されたPCCカーとなった。

## 概要
アメリカ各地の路面電車会社や鉄道車両メーカー、電気機器メーカーが参加した電気鉄道経営者協議委員会（The Electric Railways President's Conference Committeee、ERPCC）によって開発され、会社組織であるTRC（Transit Research Corporation）として再編された後の1936年から量産が開始されたPCCカーは、流線型を取り入れた斬新な車体デザインは勿論、高加減速を誇る性能から高い評価を受け、アメリカやカナダ各地の都市へ次々に導入されていった。だが、1930年代の都市憲章により、サンフランシスコ市はTRCへPCCカーに関するライセンス料を支払う事が禁じられていたため、Muniが所有する路面電車網には1939年にPCCカーと類似した高性能の路面電車車両である"マジックカーペット"が5両（1001-1005）導入された。その後、この規制が撤廃されたことでサンフランシスコでもPCCカーの購入が可能となり、1948年に登場した両運転台式の車両を皮切りに多数の車両が投入される事となった。
以降はカリフォルニアの市内電車の主力として活躍し、1957年以降は他都市で余剰となった車両の譲受も実施されたが、ライトレールの"ミュニ・メトロ"（Muni Metro）へ高規格化した事でPCCカーはアメリカ標準型路面電車（USSLRV）に置き換えられ、1982年を最後に一旦営業運転から退いた。その後は後述の1040を始めとした一部車両が動態保存用として残された以外は留置や解体、もしくは各地の博物館へ譲渡されたが、歴史的な路面電車車両によって運行される"Fライン"が1995年から恒常的な営業運転を開始した事に併せて残存していたPCCカーが定期運転に復帰し、更に南東ペンシルベニア交通局やニュージャージー・トランジットで廃車となったPCCカーの譲受も行われている。これらの動態保存車両の復元および整備は、主にアメリカの機械メーカーであるブルックビル・エクイップメント・コーポレーションが手掛けている。

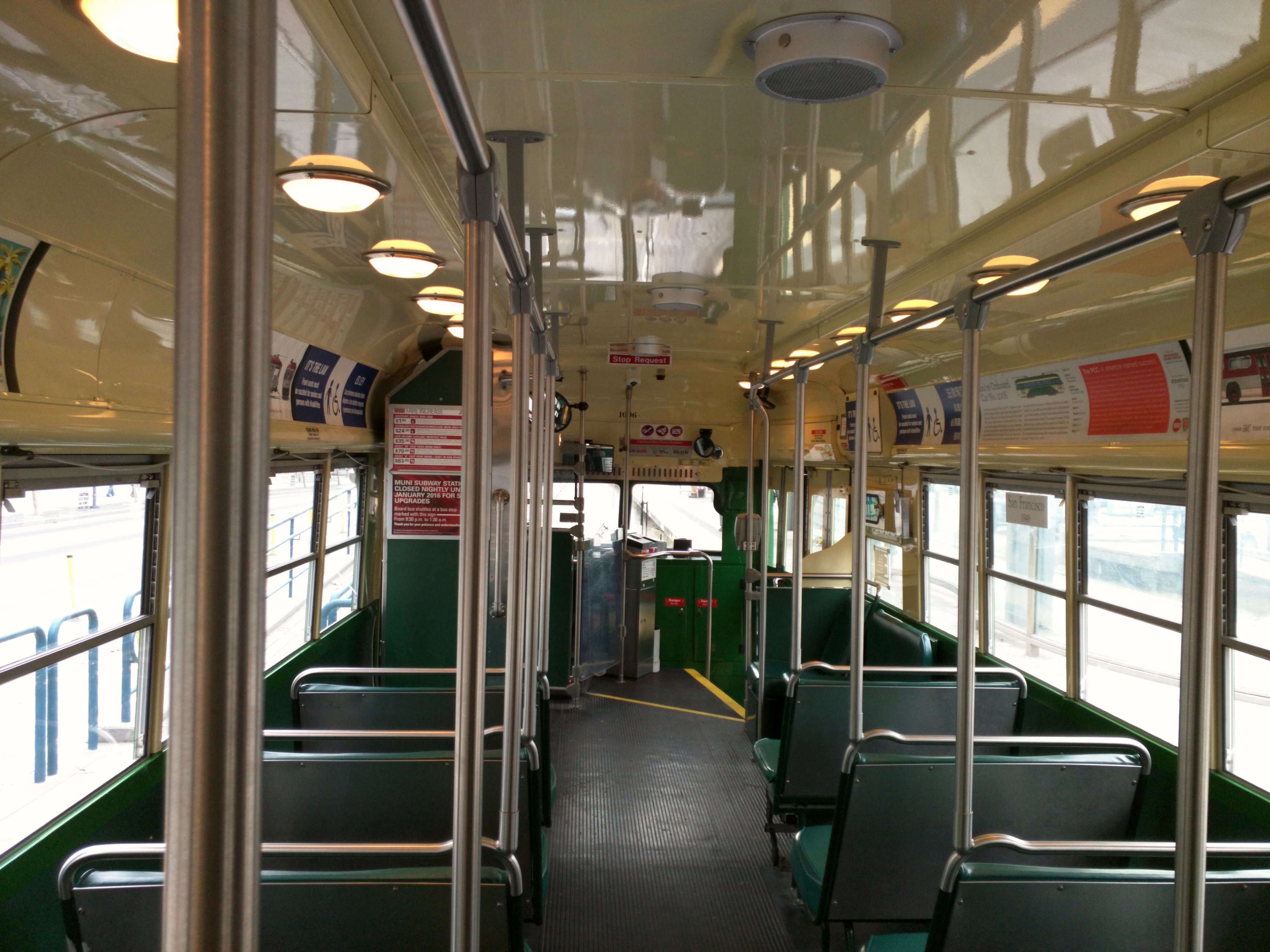
車内（1006）
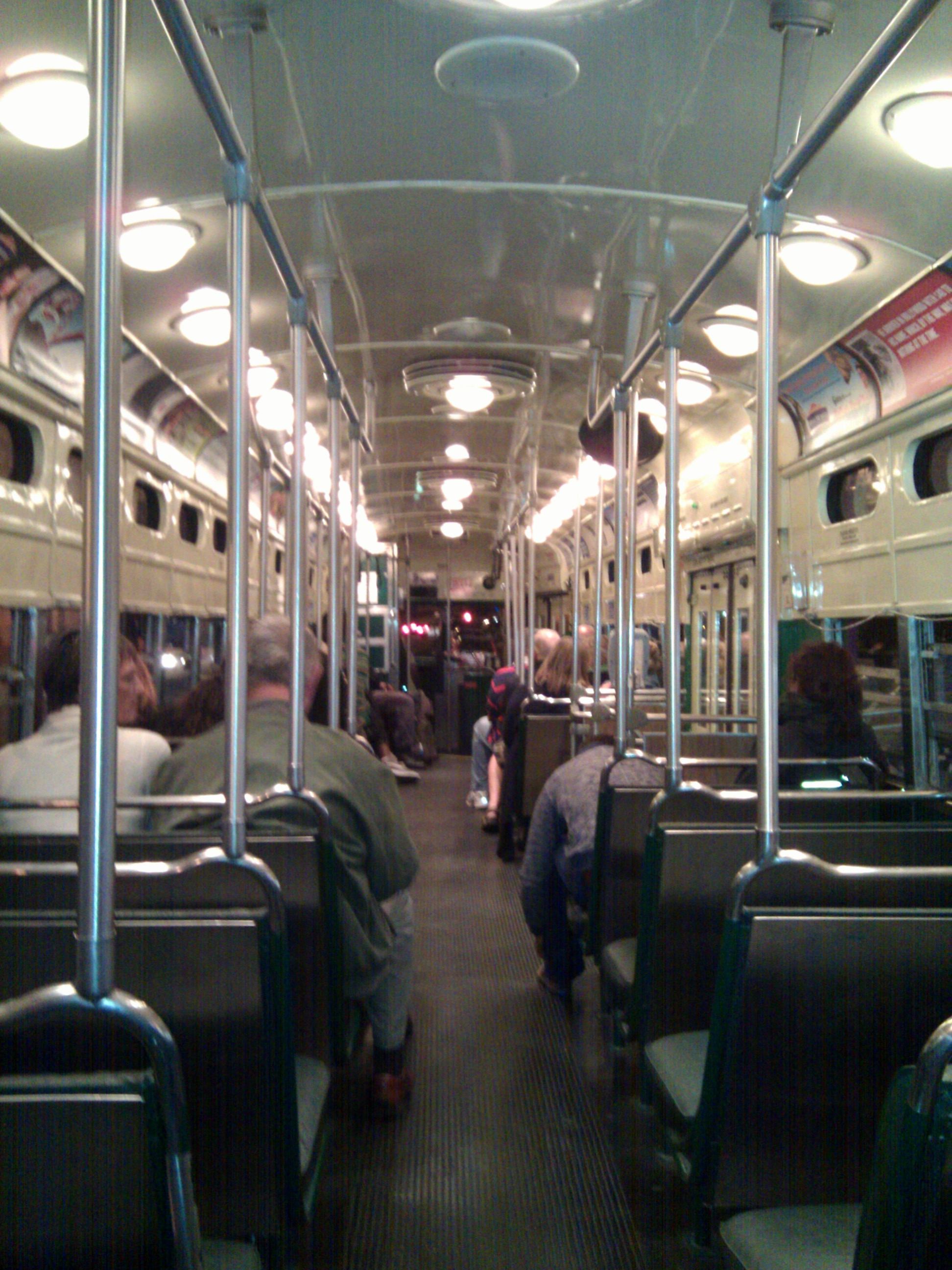
車内（1051）
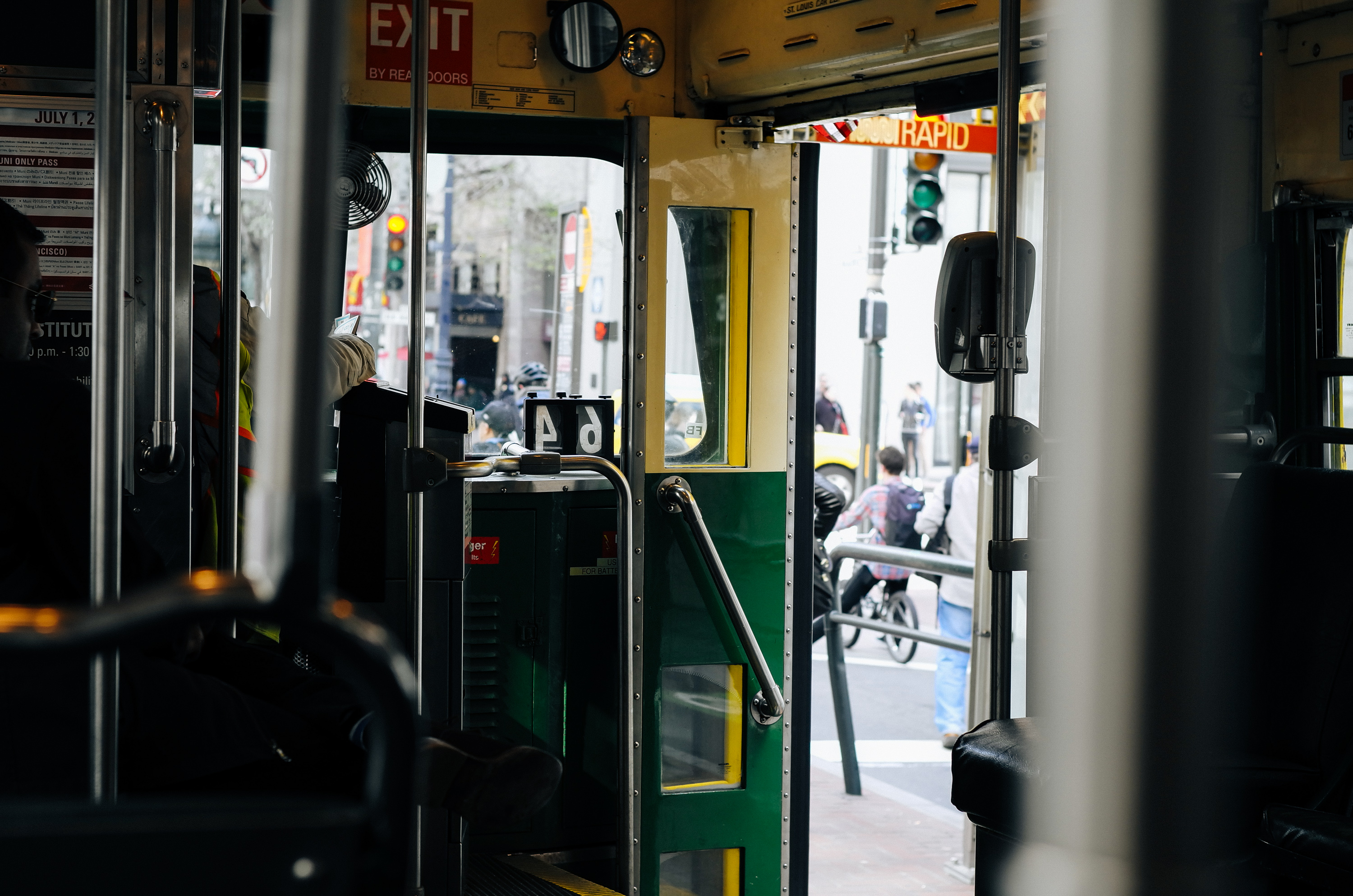
運転台・乗降扉付近

## 新造車両

### ビッグ・テン（Big Ten）

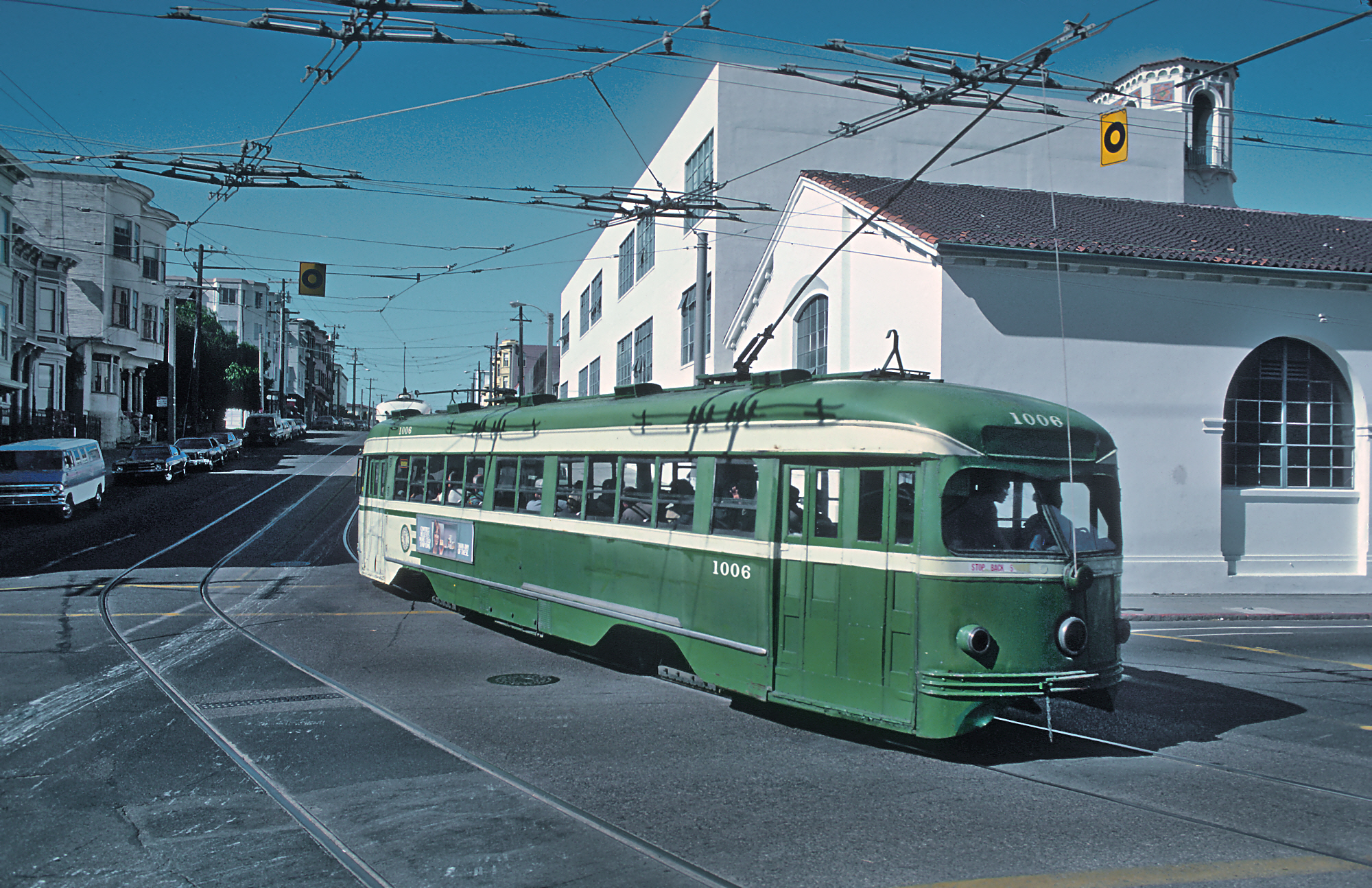
1006（1981年）撮影

1948年、サンフランシスコへ最初に導入された10両（1006 - 1015）のPCCカーは、終端に折り返し用のループ線が存在しない系統への導入に合わせ、車体両側面の両端に乗降扉を持つ両運転台車両として設計が行われた。車体はPCCカーの標準車両よりも長い15,367 mm（50 ft 5 in）で、その形状から"トーピード（魚雷）"（Torpedoes）と言う愛称も付けられていた。
1970年代に廃車・解体された1012、1013、シドニー路面電車博物館で保存されている1014を除いた7両が2019年現在も残存しており、そのうちFラインで運行に就く以下の3両については他社に導入された両運転台式のPCCカーの塗装に変更されている。
- 1007 - フィラデルフィア・サバーバン・トランスポート（Philadelphia Suburban Transportation Corporation）[10]
- 1009 - ダラス・レールウェイ＆ターミナル会社（Dallas Railway & Terminal Company）[11]
- 1015 - イリノイ・ターミナル鉄道[12]

また、1010はPCCカーの代用として導入された"マジックカーペット"登場時の塗装となっている他、1011は1944年までサンフランシスコに存在し、同年以降サンフランシスコ市に買収され公営化したマーケット・ストリート鉄道の塗装を纏っている。

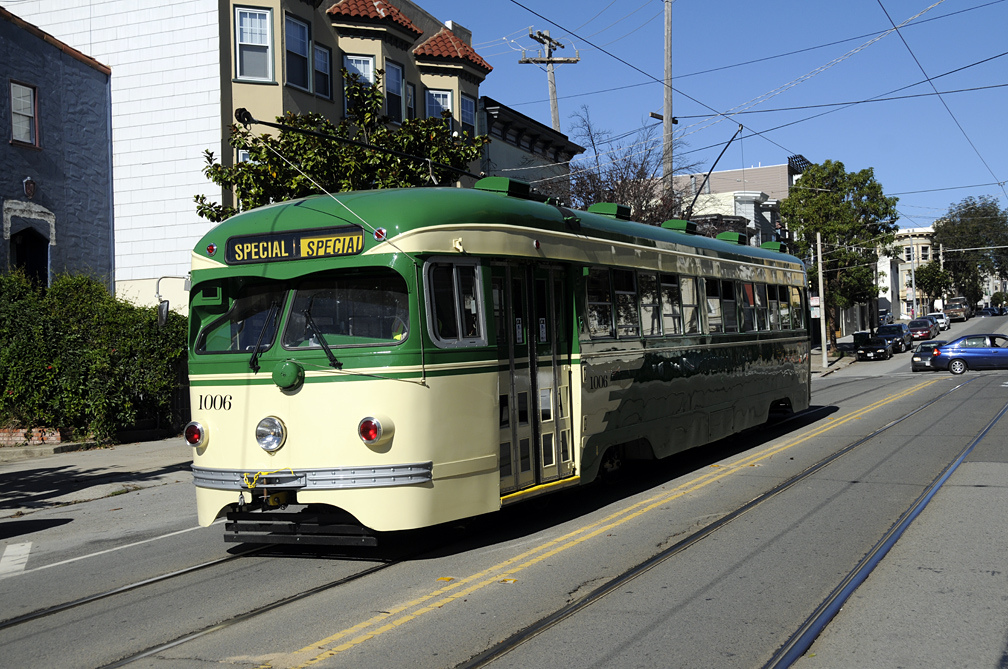
1006
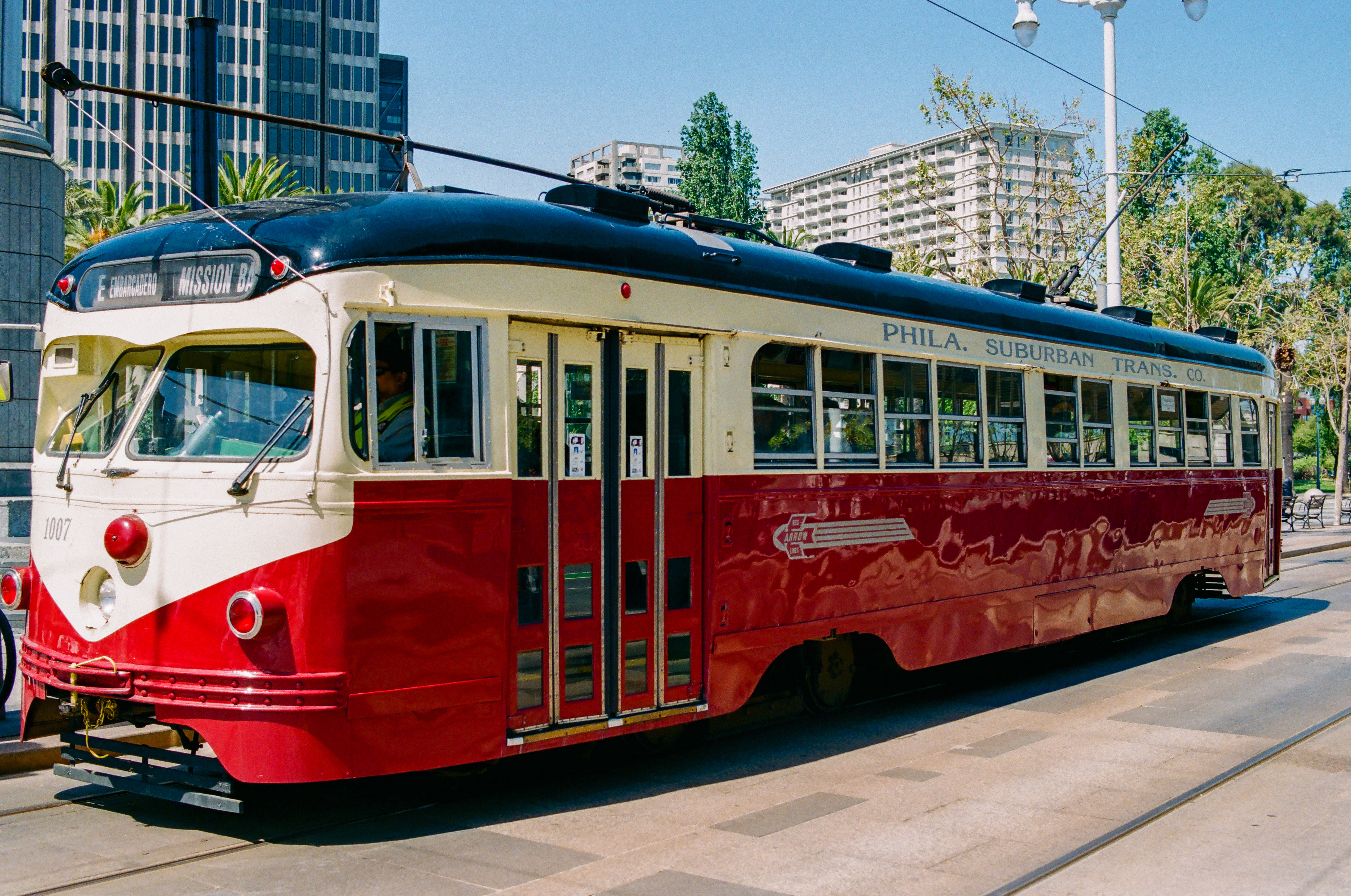
1007
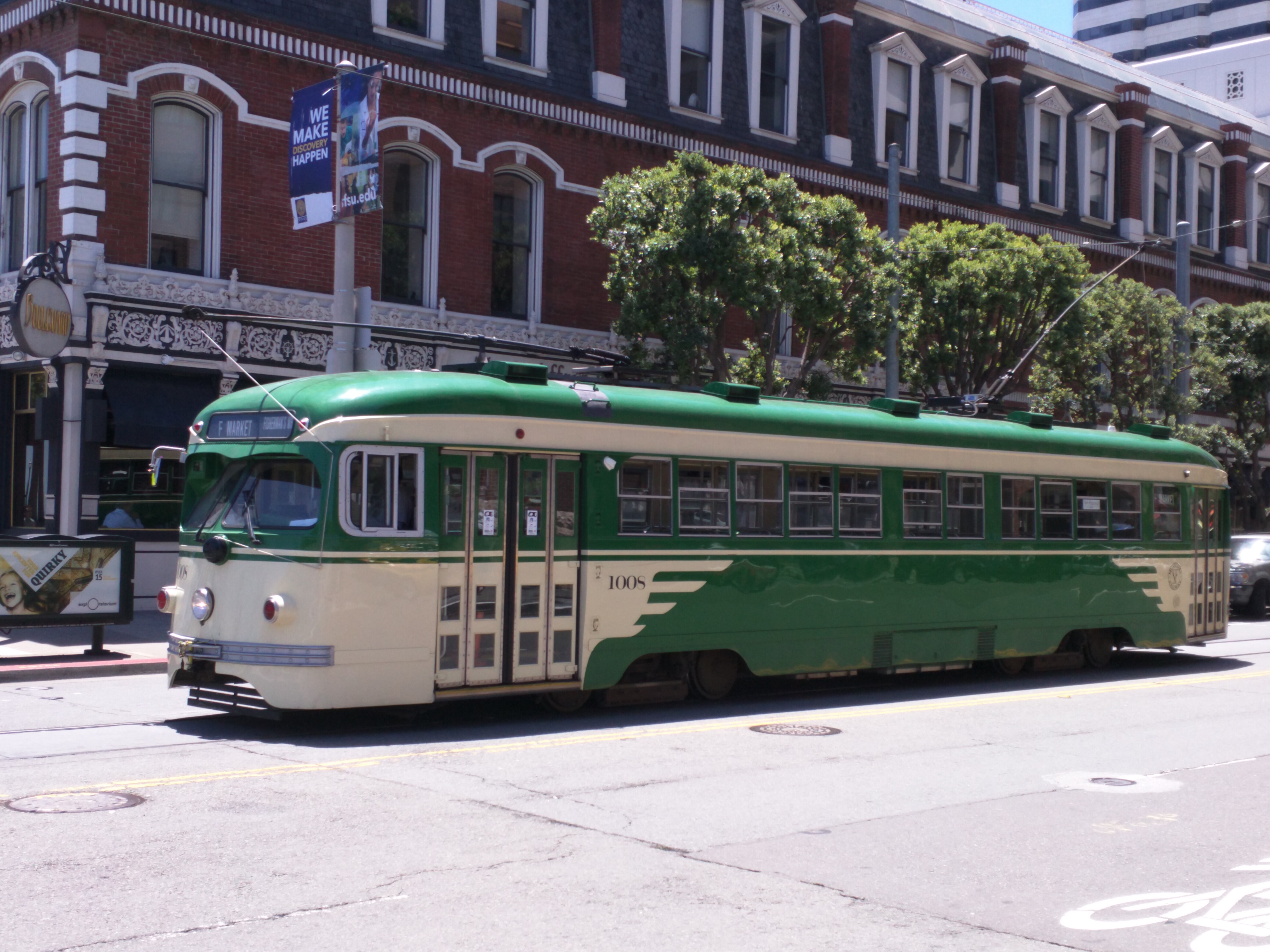
1008
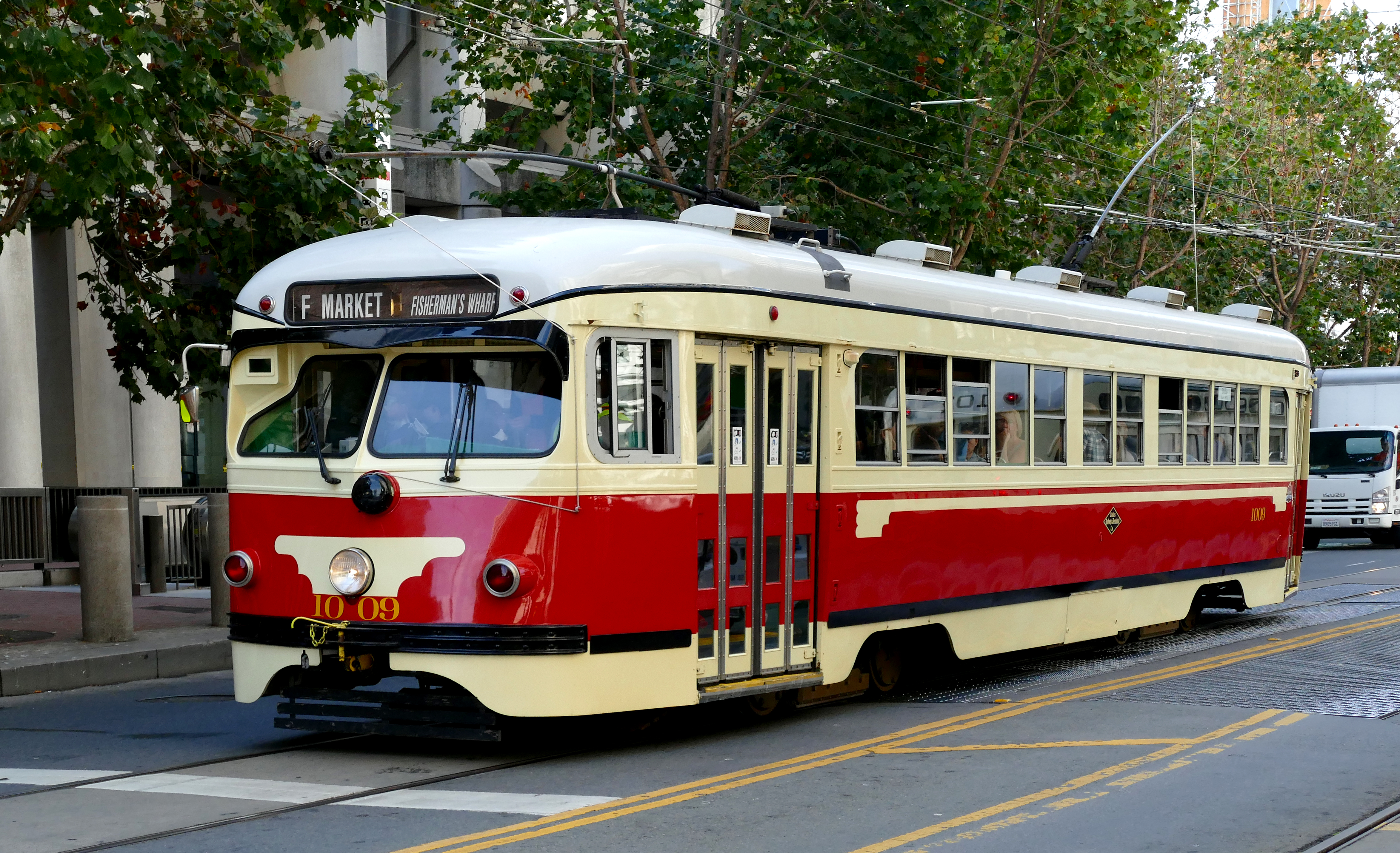
1009
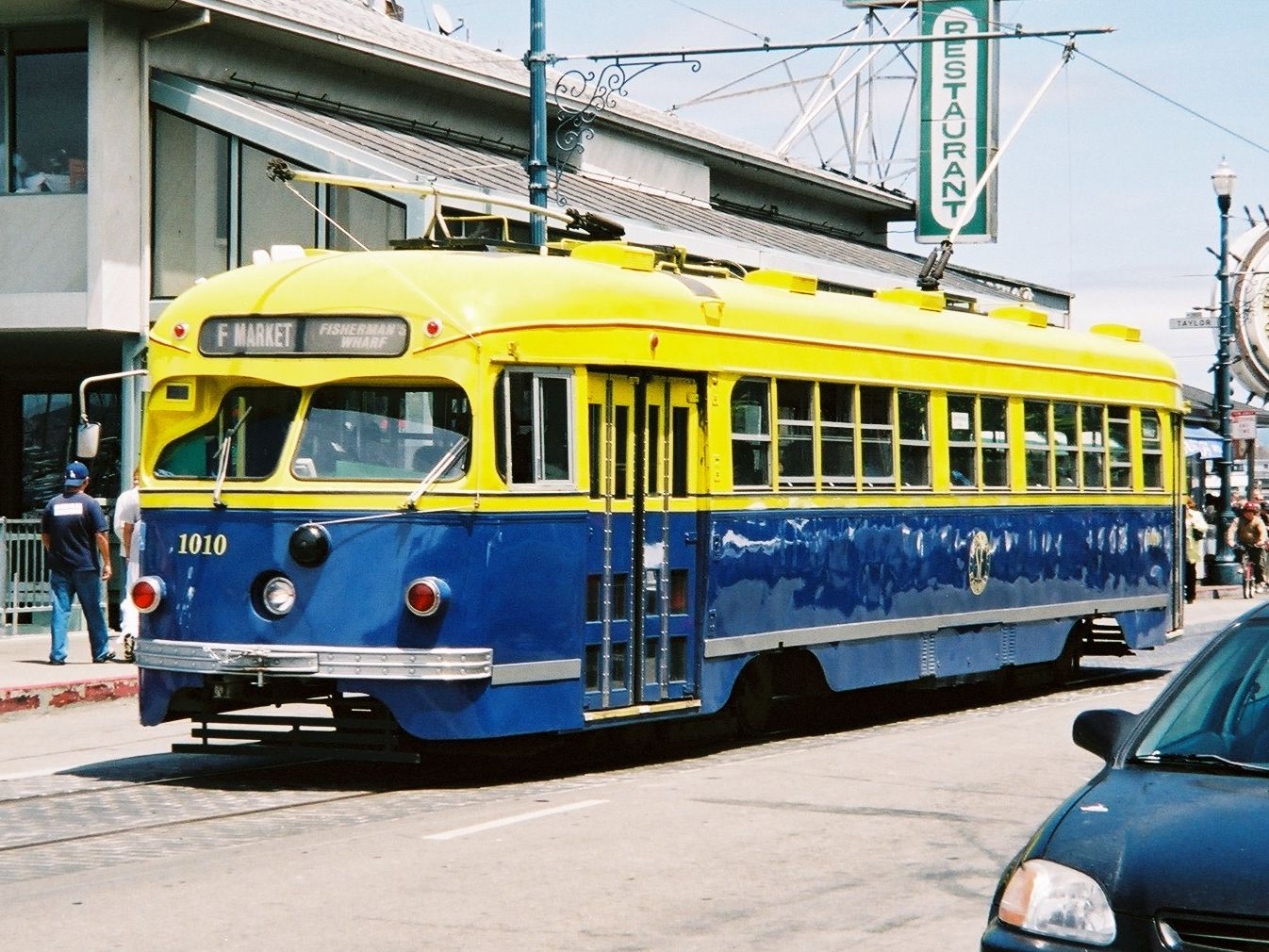
1010
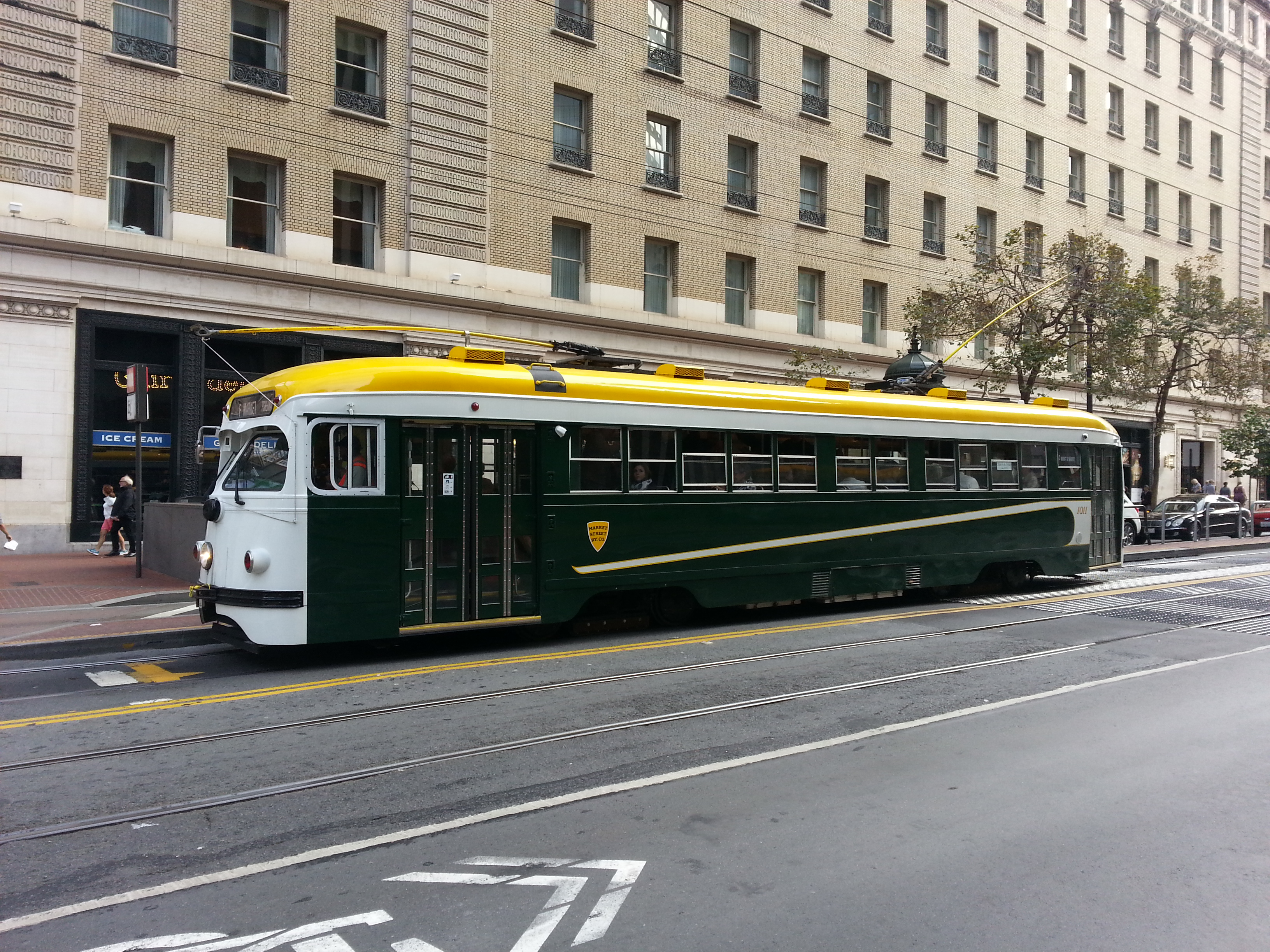
1011
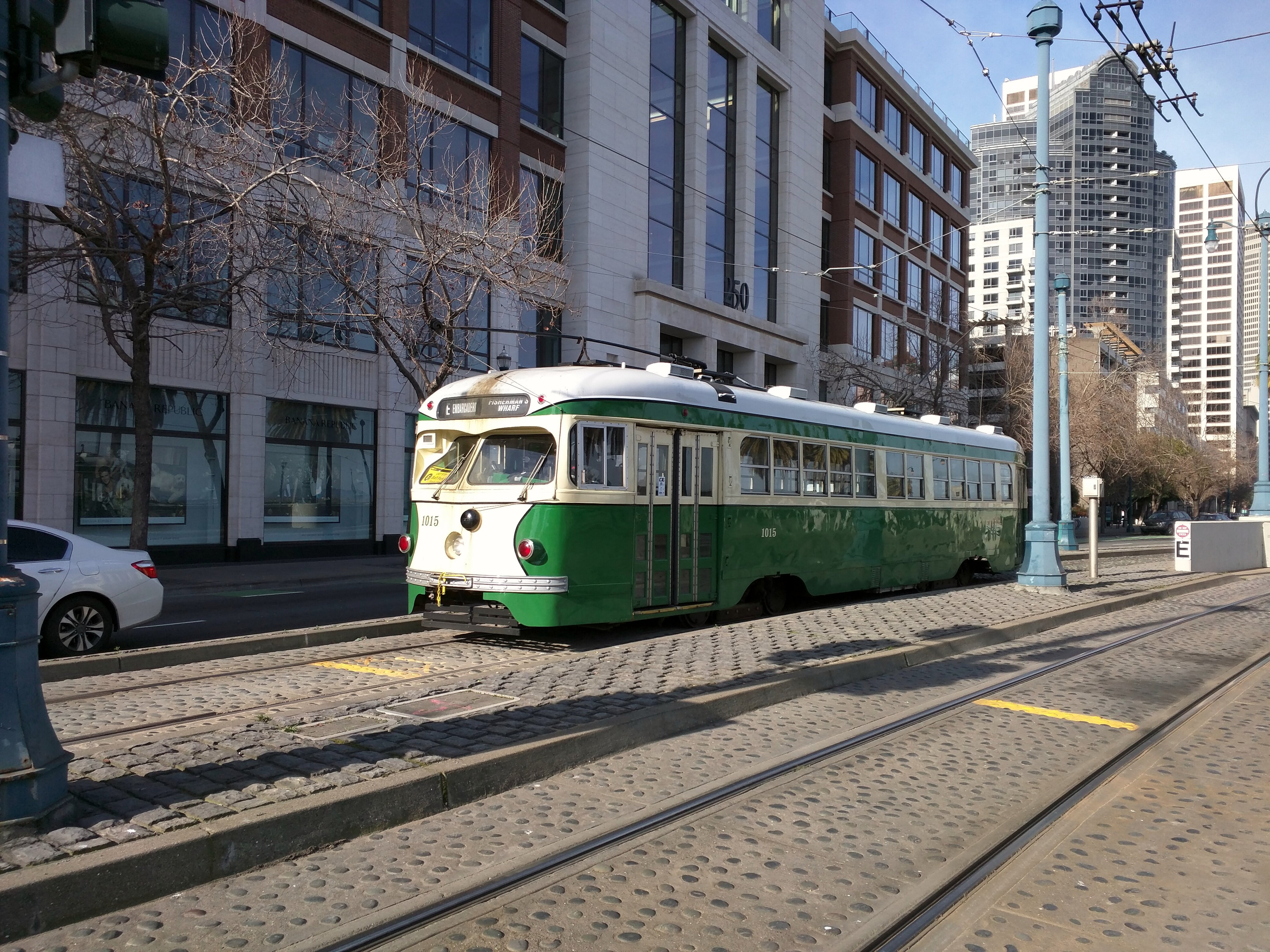
1015

### ベイビー・テン（Baby Ten）

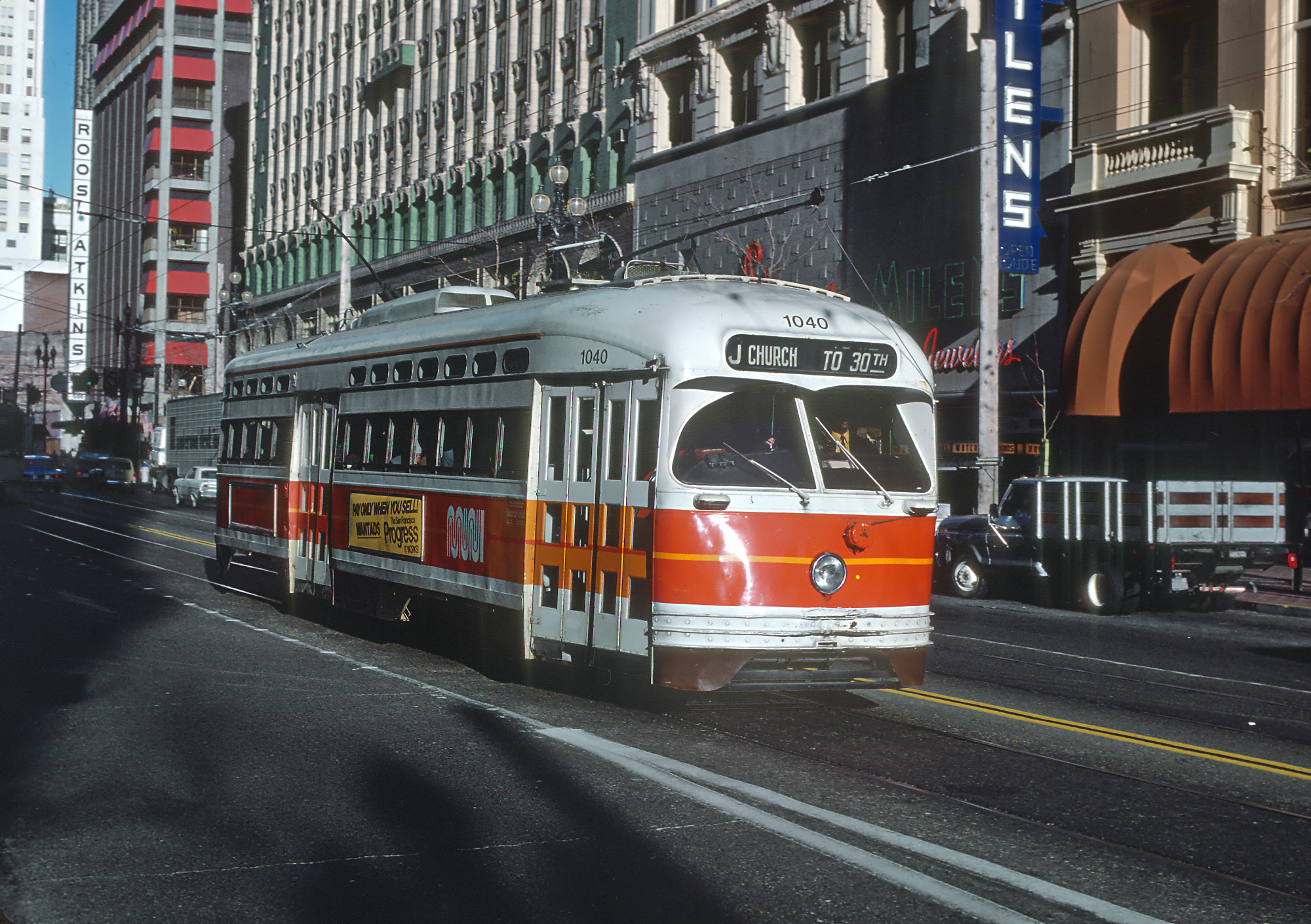
1040（1980年撮影）

"ビッグ・テン"に続き、1951年以降もMuniは旧型車両置き換えのためPCCカーの増備を検討した。だが、路面電車車両の市場衰退に伴い特殊な仕様であった"ビッグ・テン"の同型車両の発注が拒否されたため、代わりに車体片側の前方・中央に乗降扉を有する片運転台式の標準車体を有する車両が導入される事となった。また製造コスト削減のため換気扇や制御装置の熱による暖房機能が省略されたものの、1両あたりの製造価格は戦前の15,000ドルから跳ね上がった37,751ドルとなった。
1951年から1952年にかけて25両（1016 - 1040）が導入され、そのうち1040は5,000両近くが製造されたPCCカー最後の新製車両となった。これらの車両は"ビッグ・テン"と比べて車体長が短かった事から"ベイビー・テン"という愛称で呼ばれた。導入当初はツーマン運転を主体としていたため乗降は「後乗り・前降り」で、中央の乗降扉付近に車掌が立つ空間が設けられていたが、1954年から全面的にワンマン運転へ変更された事から「前乗り・後降り」に改められ、運賃は乗車時に運転台の傍に設置された運賃箱へ入れる形となった。
最後の新製PCCカーとして重点的に整備が実施された1040を含めた一部車両が1982年まで残存し、2019年現在は10両がMuniの所有下に置かれているが、そのうち動態保存が実施されているのは1040のみで、残りの9両は復元作業が進行中である。

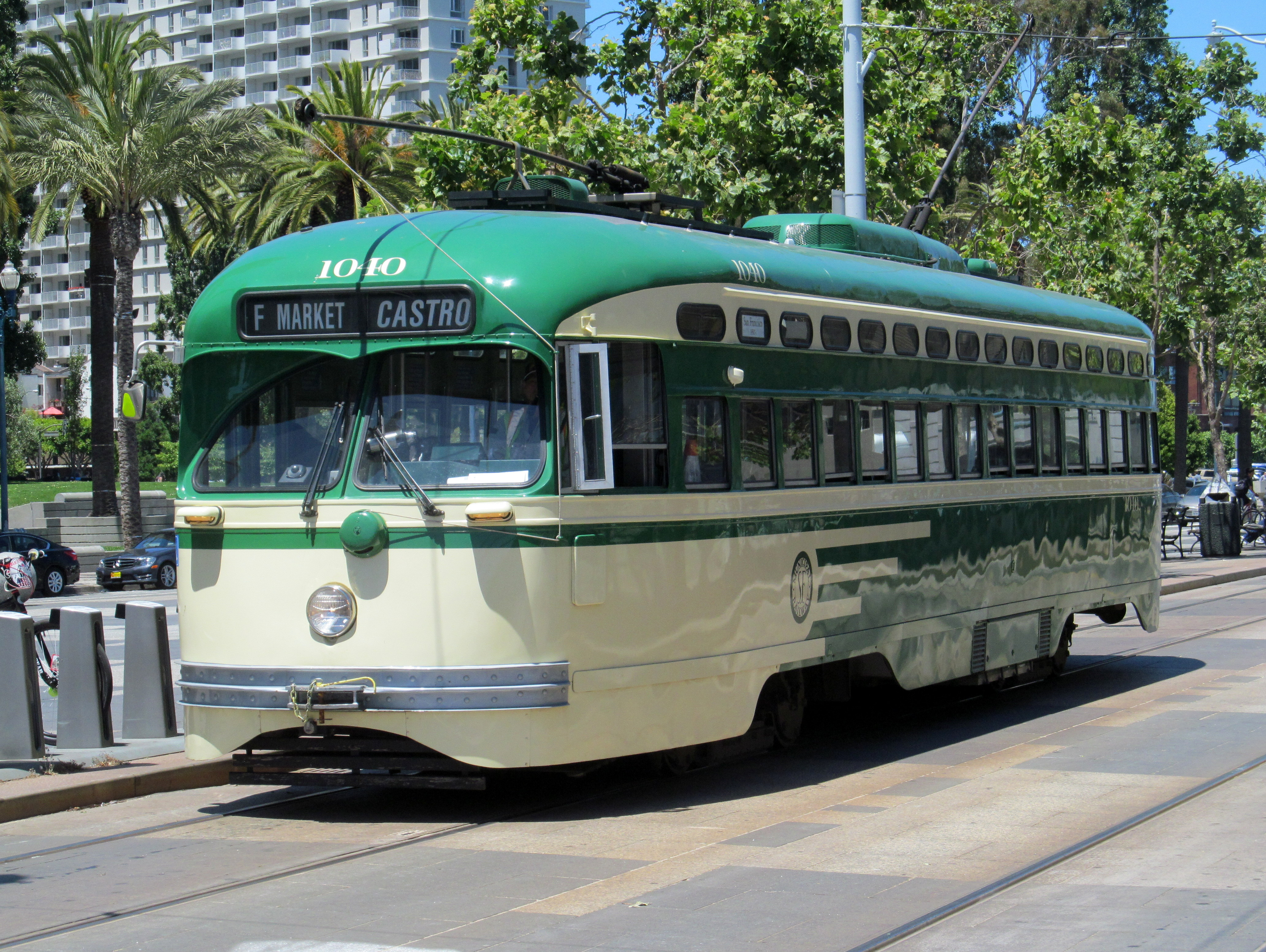
1040（前方）
1040（後方）

## 譲渡車両

### 1100番台

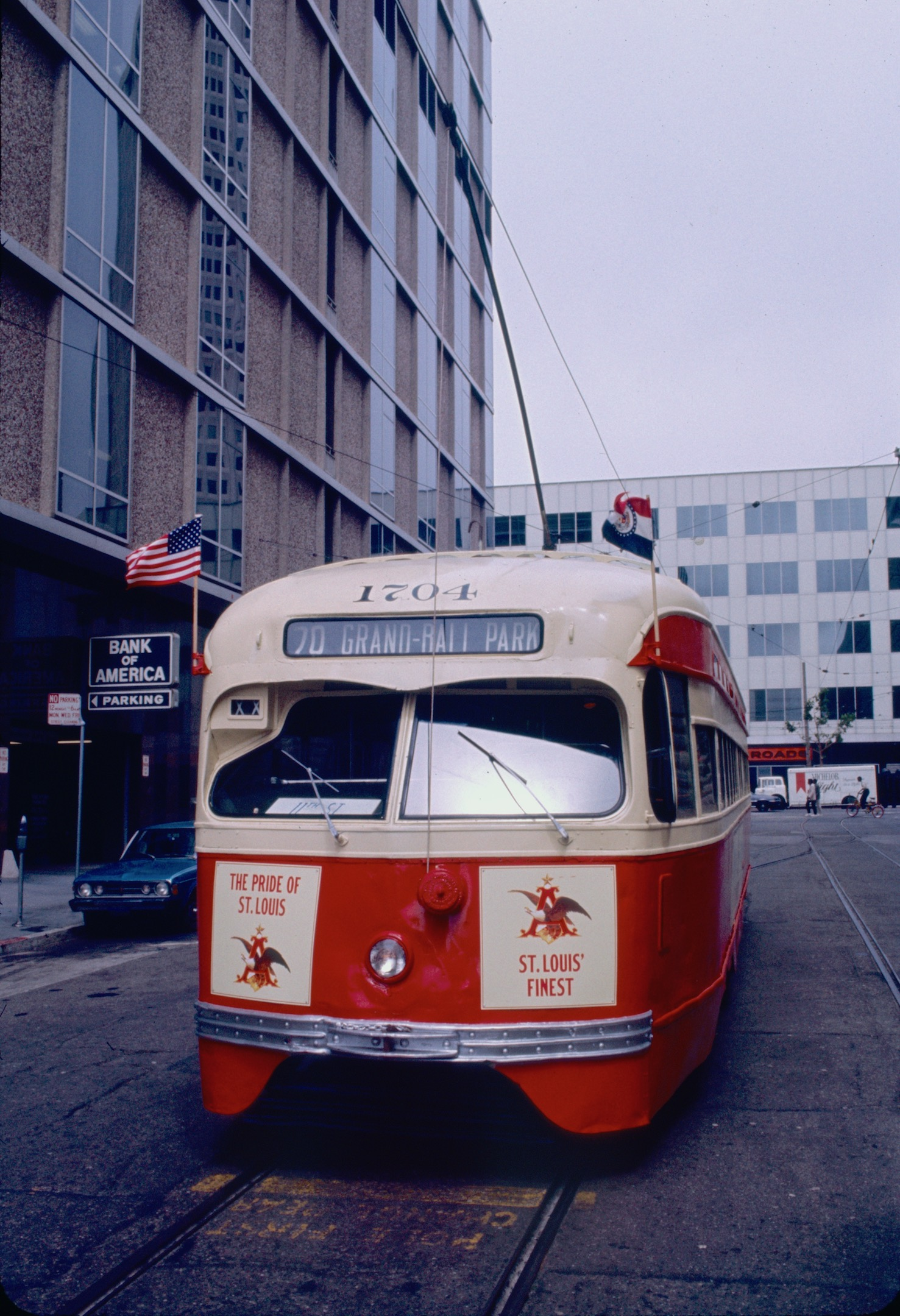
1128（1983年撮影）
セントルイス公共事業会社時代の塗装・車両番号（1704）に復元

元はセントルイス公共事業会社が1946年に製造した片運転台式の車両で、1957年に70両（1101-1170）が導入された。これに伴い、ラッシュ時のみの運用となっていた"マジックカーペット"が全車廃車された。1982年のPCCカーの引退以降は多くの車両について解体もしくは各地の博物館への譲渡が実施され、残存する車両についても動態保存へ向けての復元待ちの状態となっている。

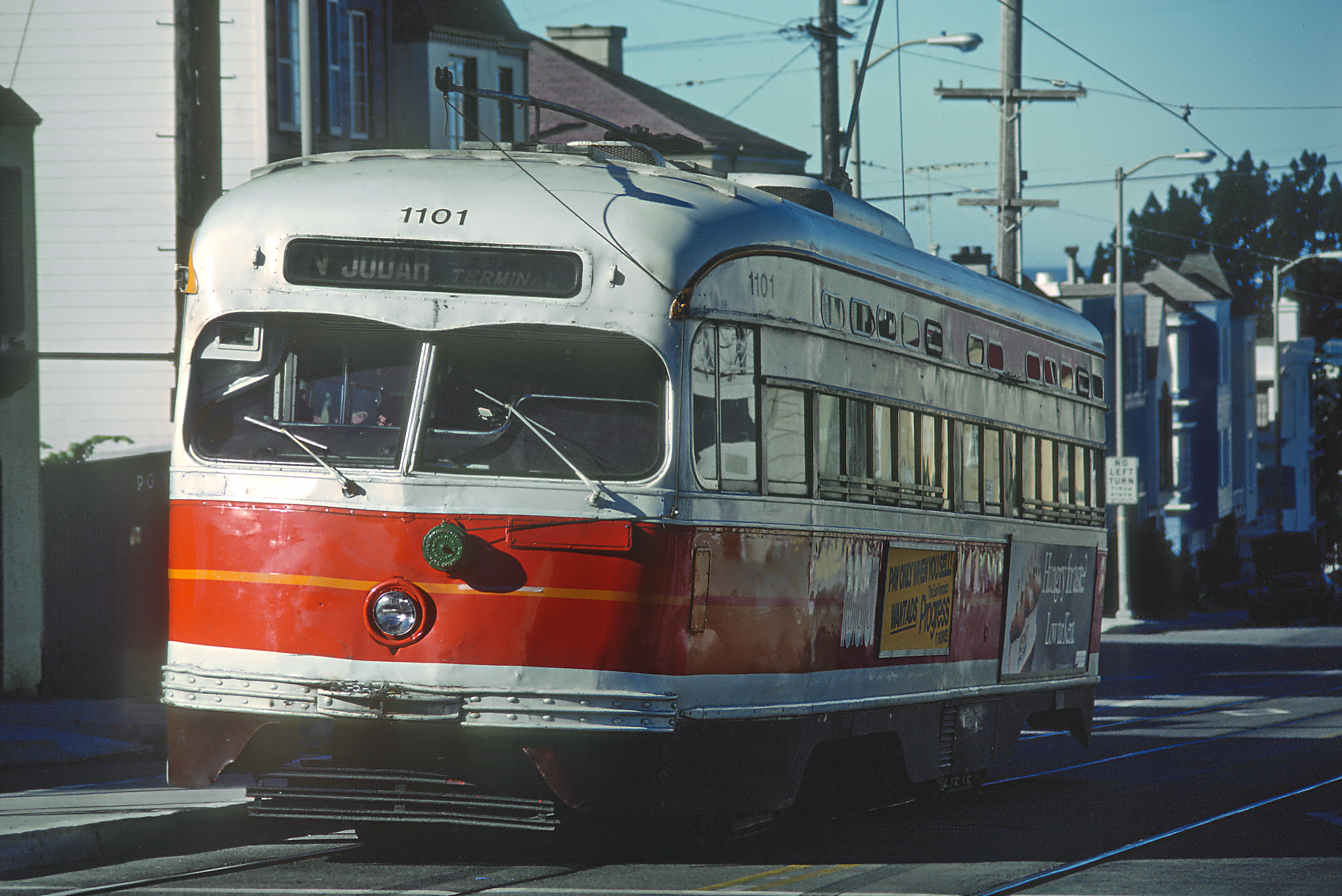
1101（1980年撮影）
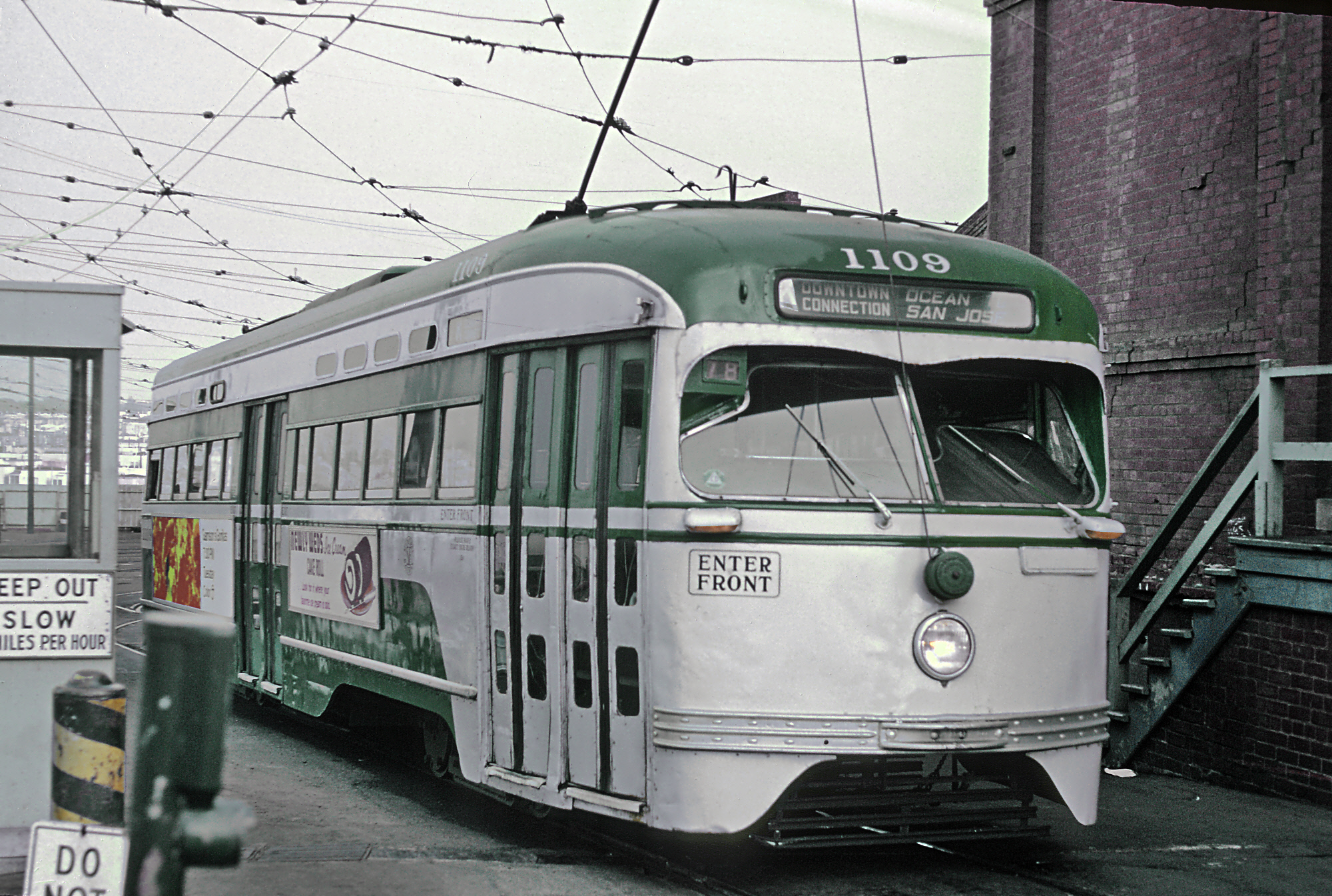
1109（1967年撮影）
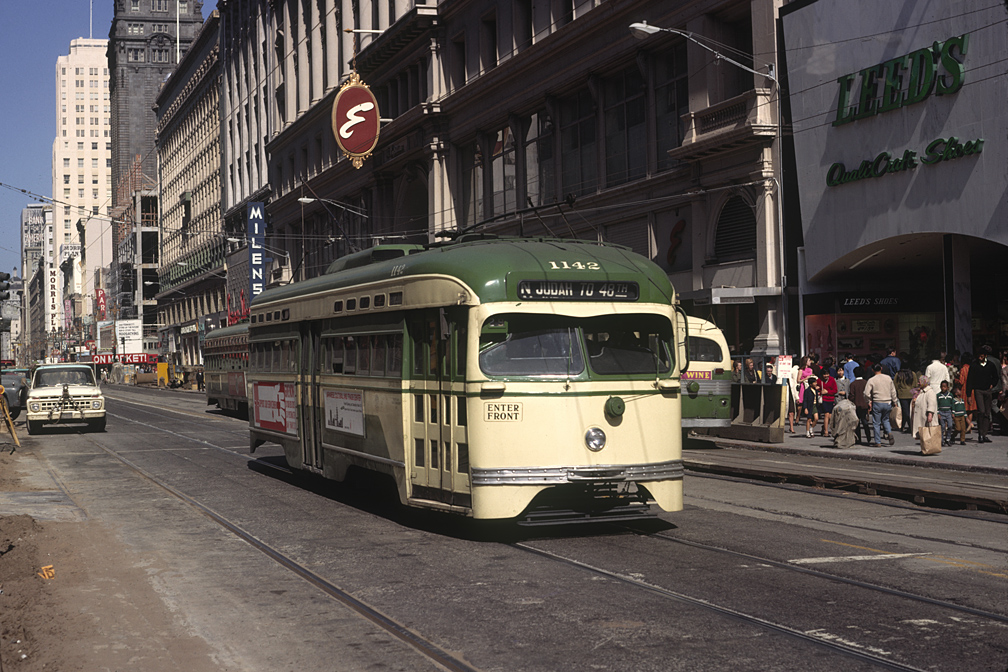
1142（1968年撮影）
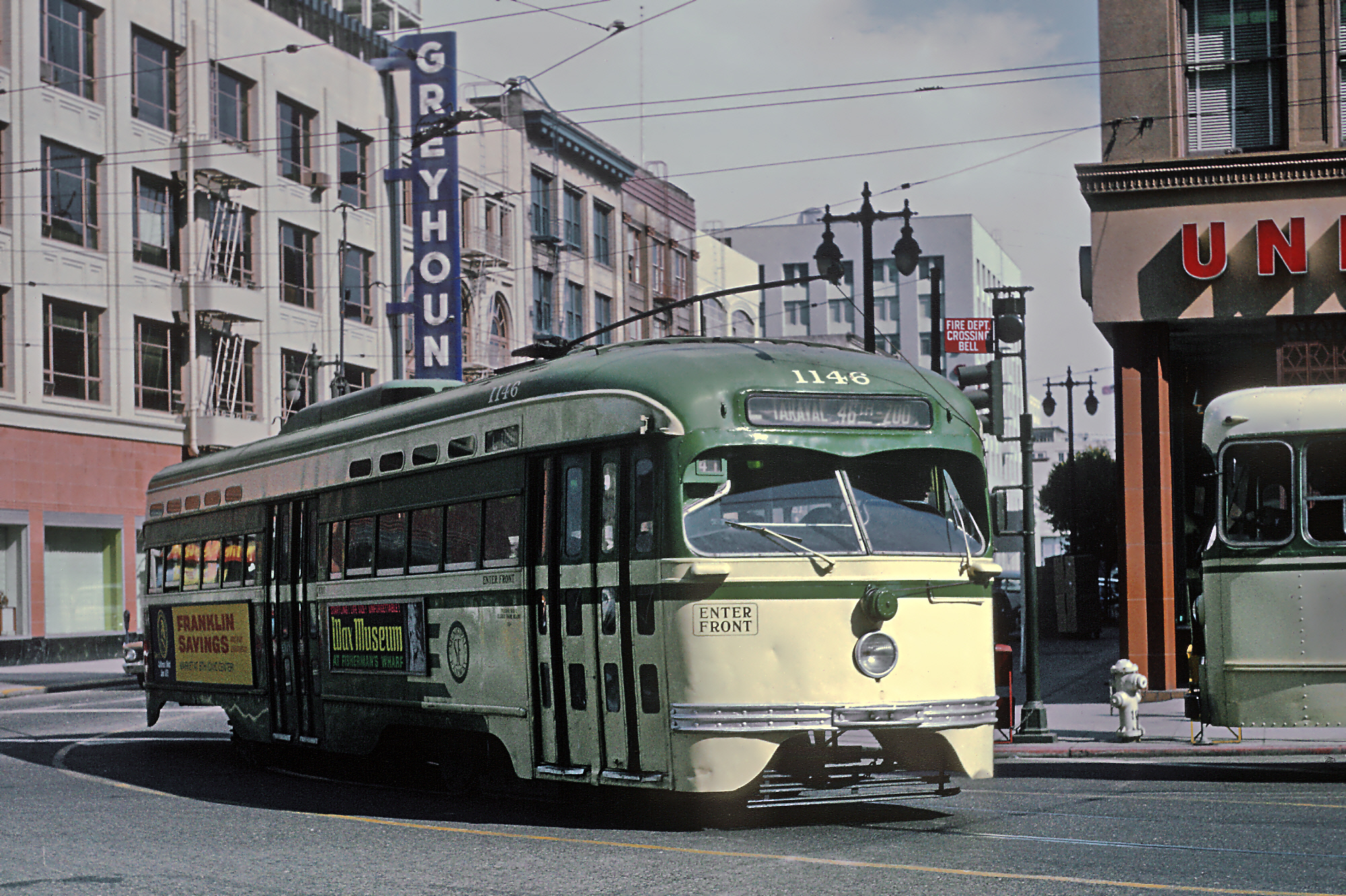
1146（1967年撮影）
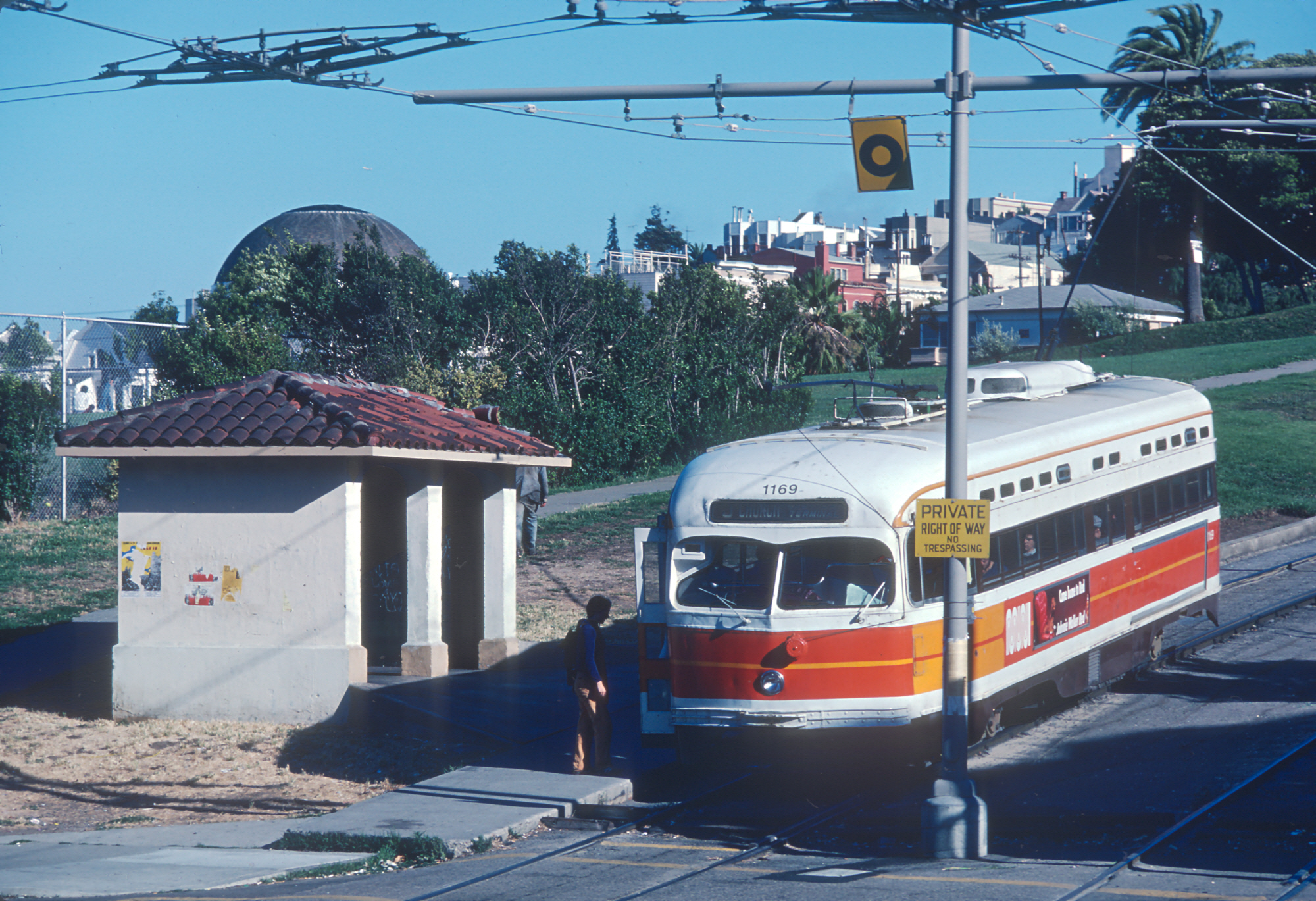
1169（1981年撮影）

### 1180番台
1973年にトロント市電から11両（1180-1190）のPCCカーが譲渡され、翌1974年から営業運転に投入された。多くの車両はトロント市電時代の塗装を維持していたが、一部はサンフランシスコ・ケーブルカーを基にした独自の塗装に改められ、1980年まで在籍した。

### 1050番台

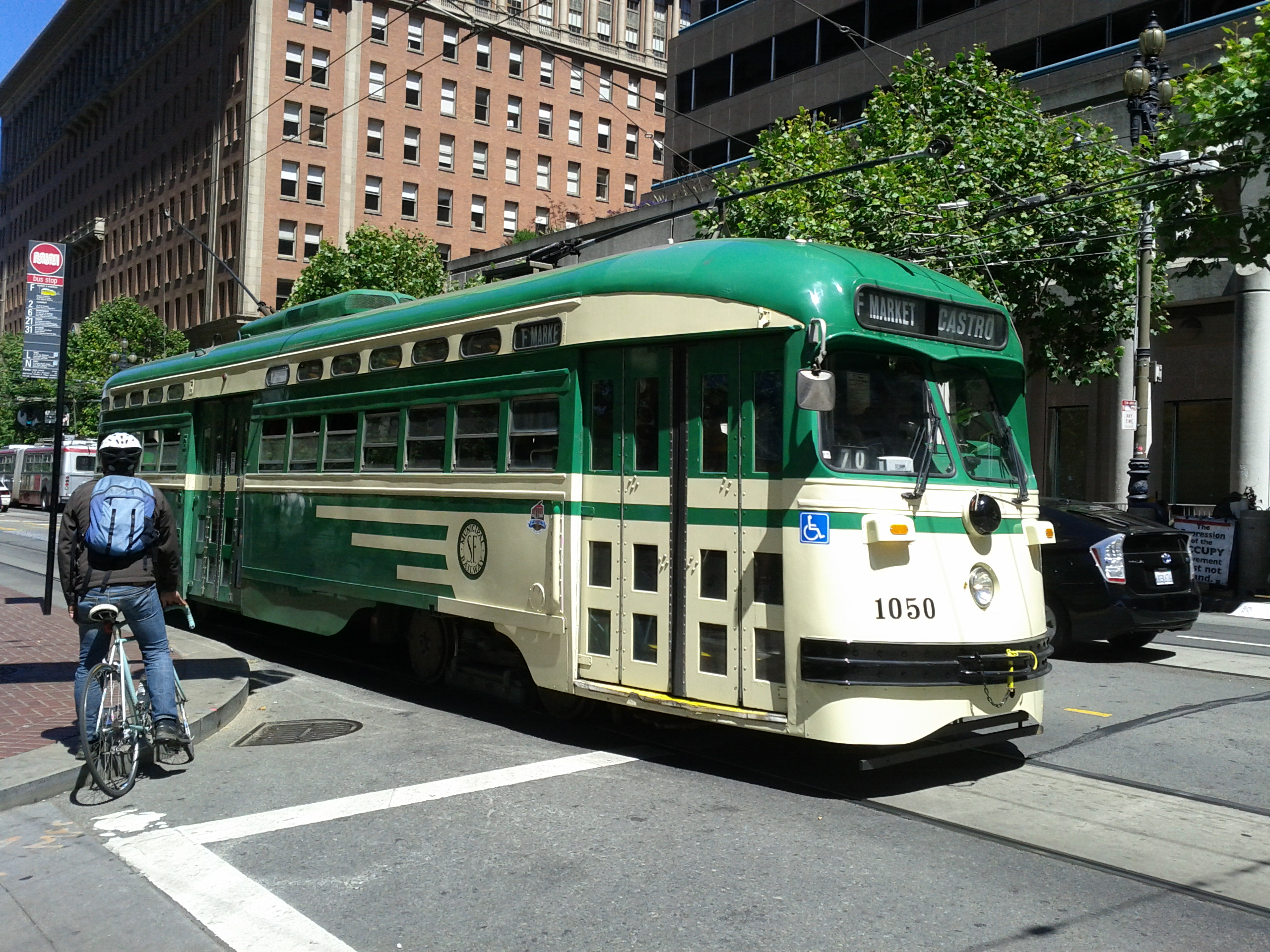
1050（2012年撮影）

元は南東ペンシルベニア交通局（SEPTA）への公営化前、フィラデルフィア交通（Philadelphia Transportation Company、PTC）時代の1946年から1948年にかけて製造・導入された片運転台式の車両。Fラインの開通に合わせ、車椅子リフトを始めとしたバリアフリー対応工事を実施した上で1993年 - 1994年に14両（1050-1063）が譲受され、2014年以降は再度ブルックビル・エクイップメント・コーポレーションによる更新工事が行われている。車両はPTCやMuniを含めた各都市のPCCカーの塗装を纏っているが、その後塗装が変更された車両も存在する。またPTC時代の塗装であった1054は2003年の事故によって廃車となり、以降は部品取り用に使われている。

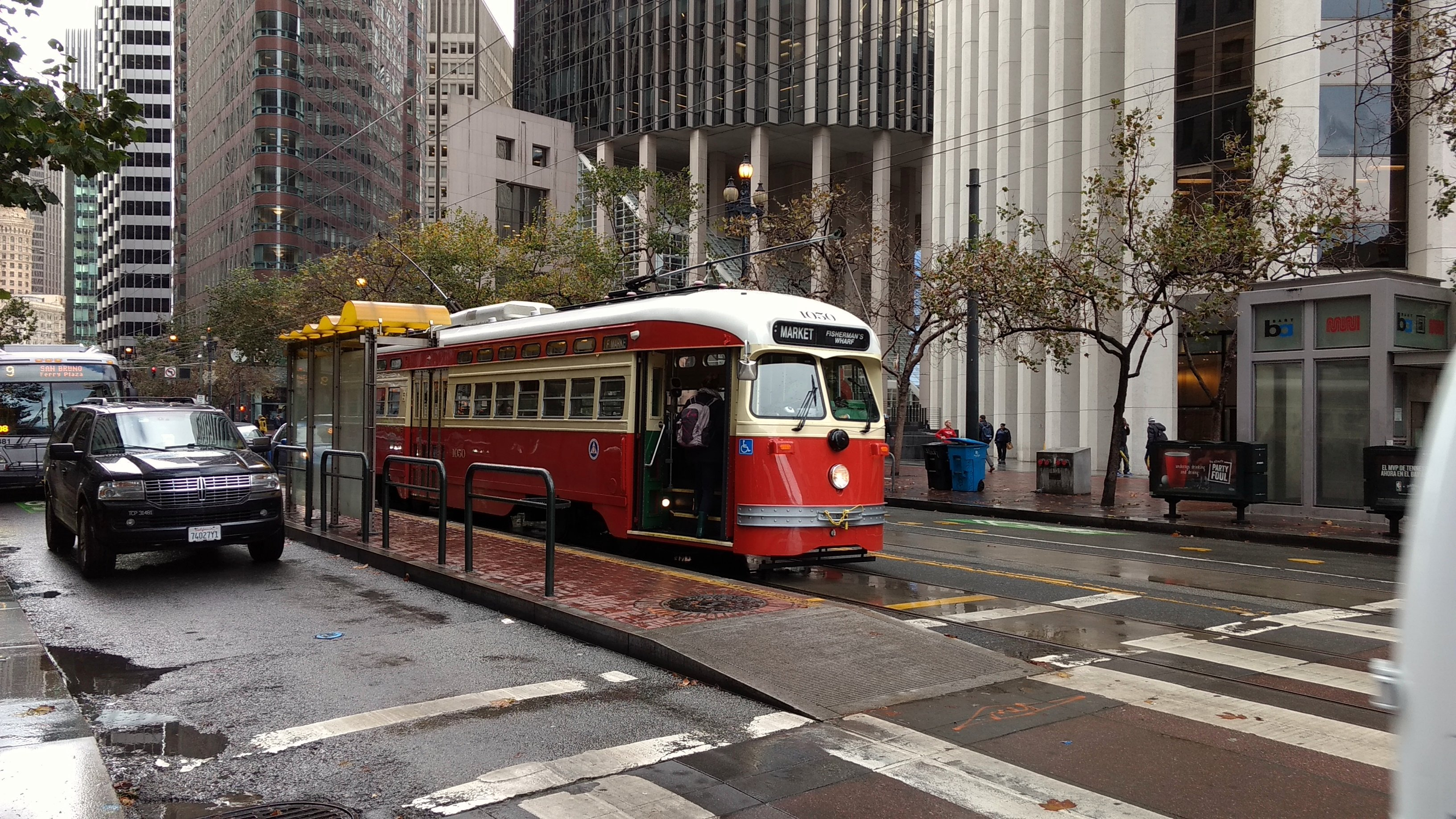
1050
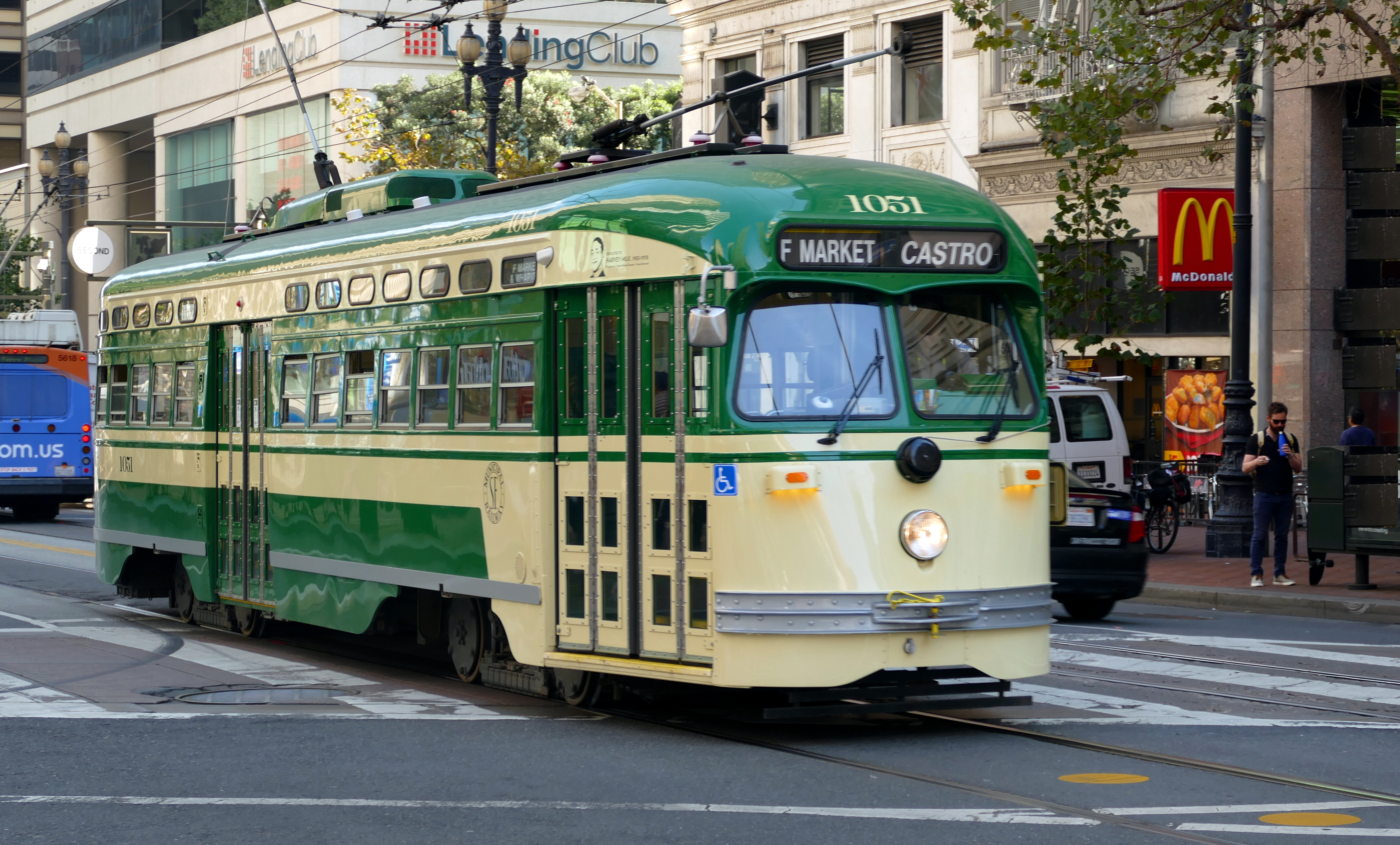
1051
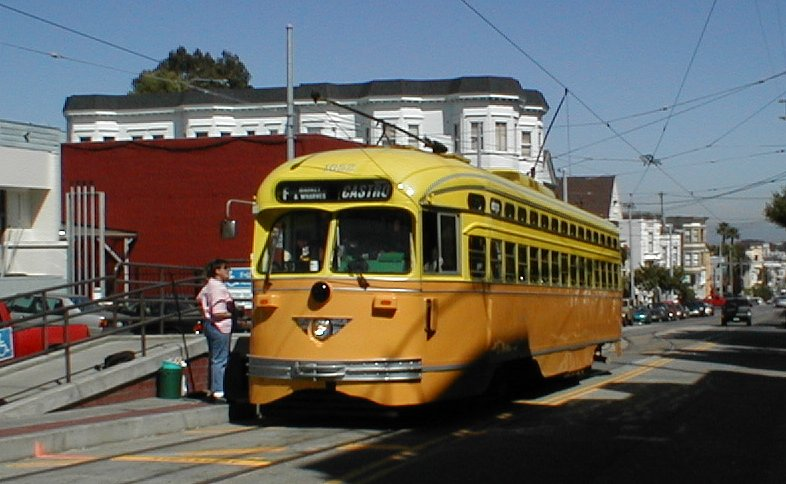
1052
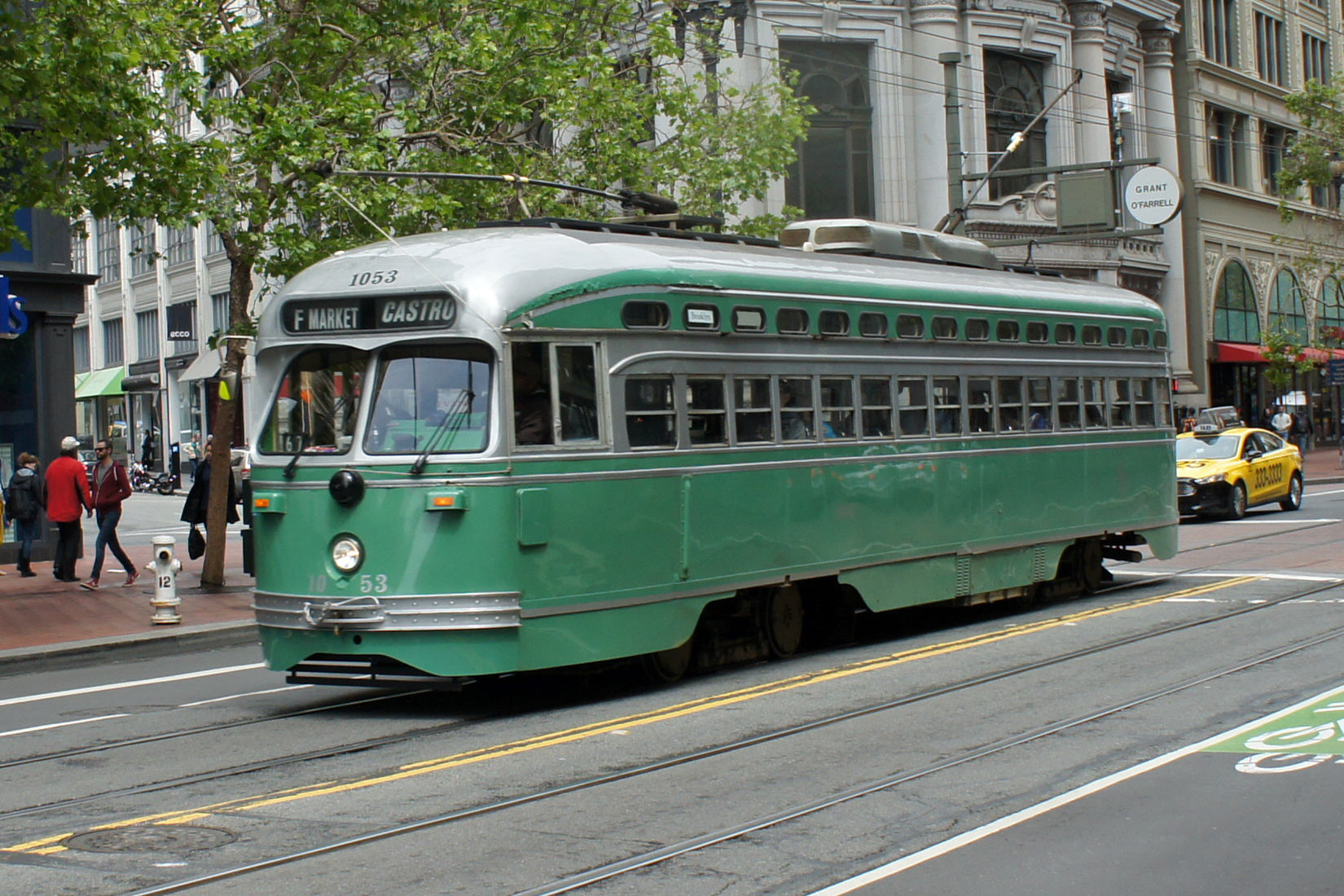
1053
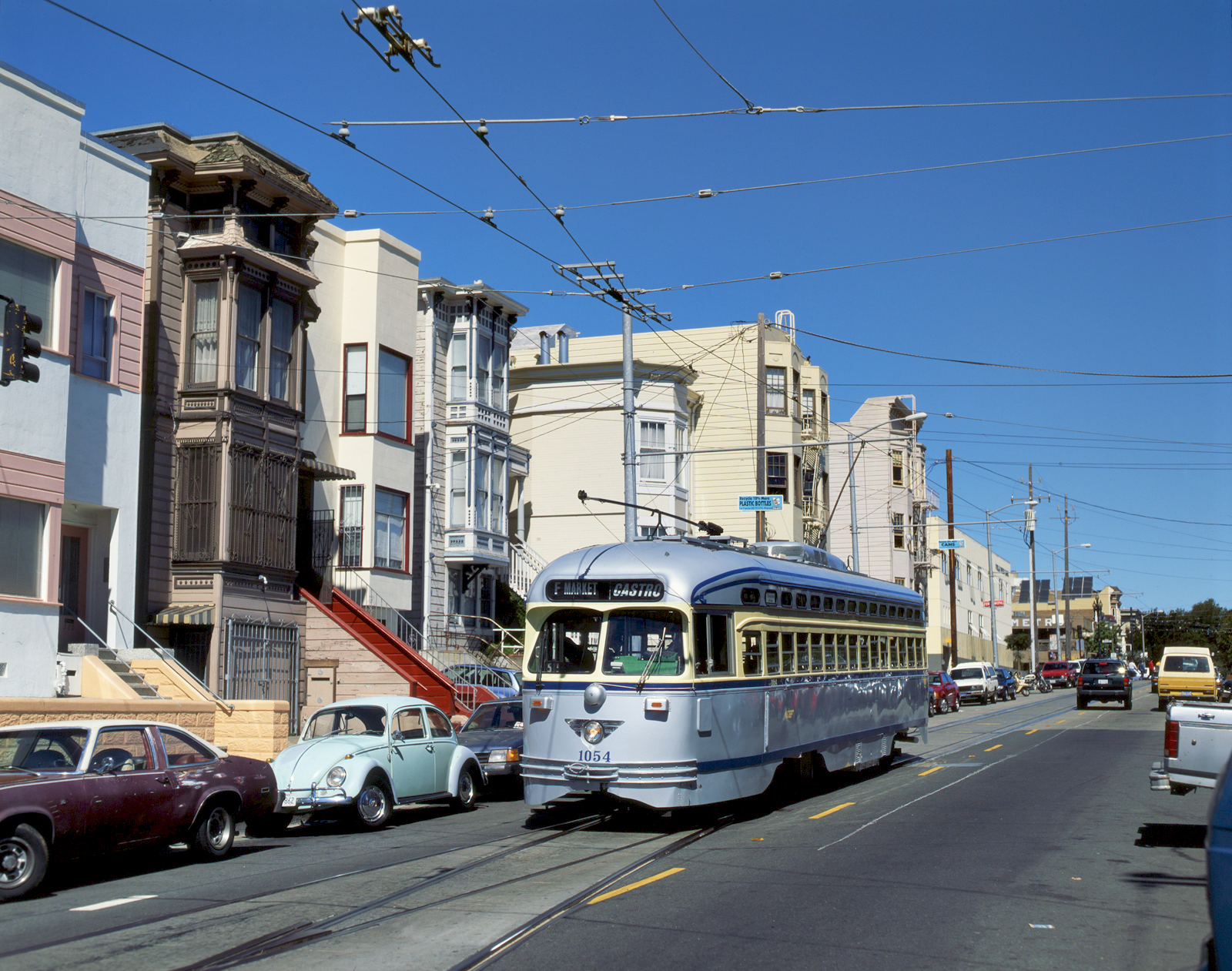
1054（1998年撮影）
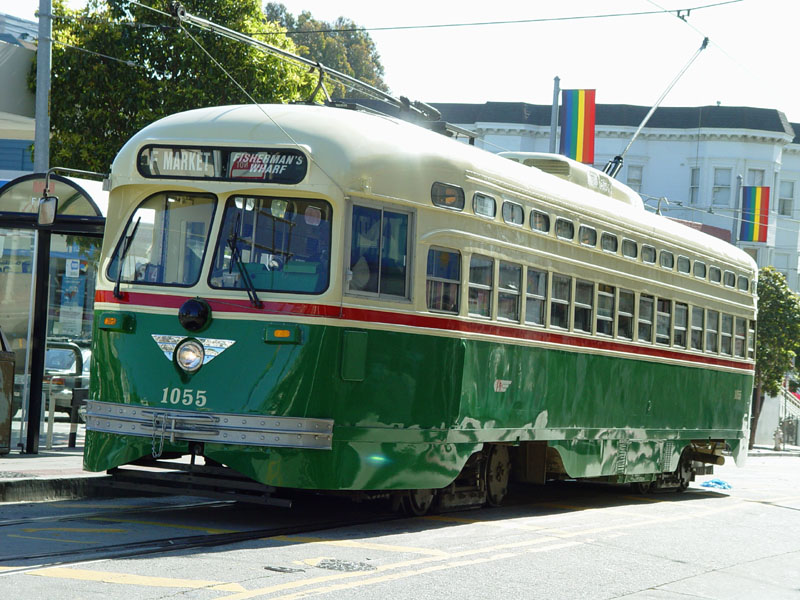
1055
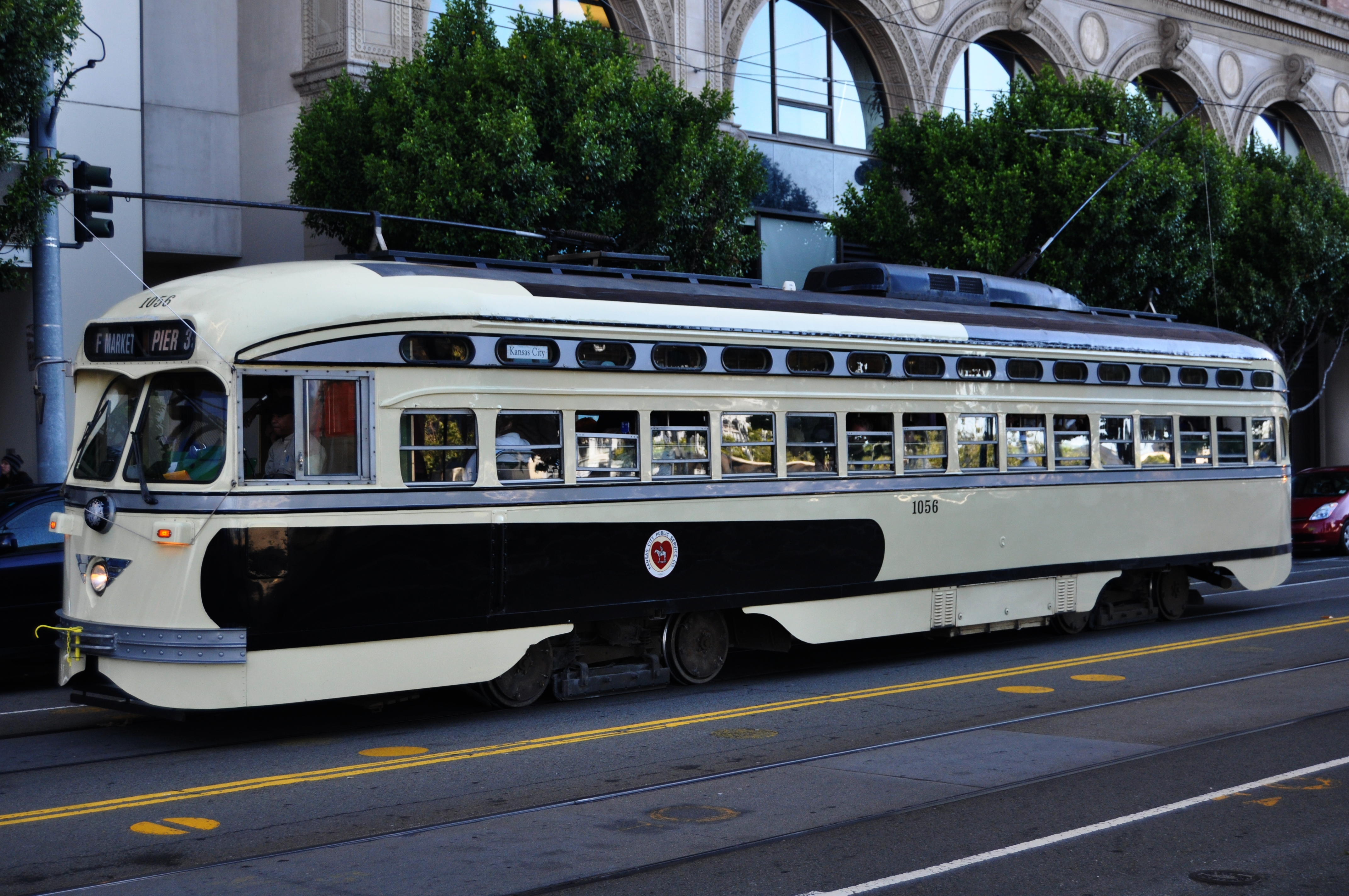
1056
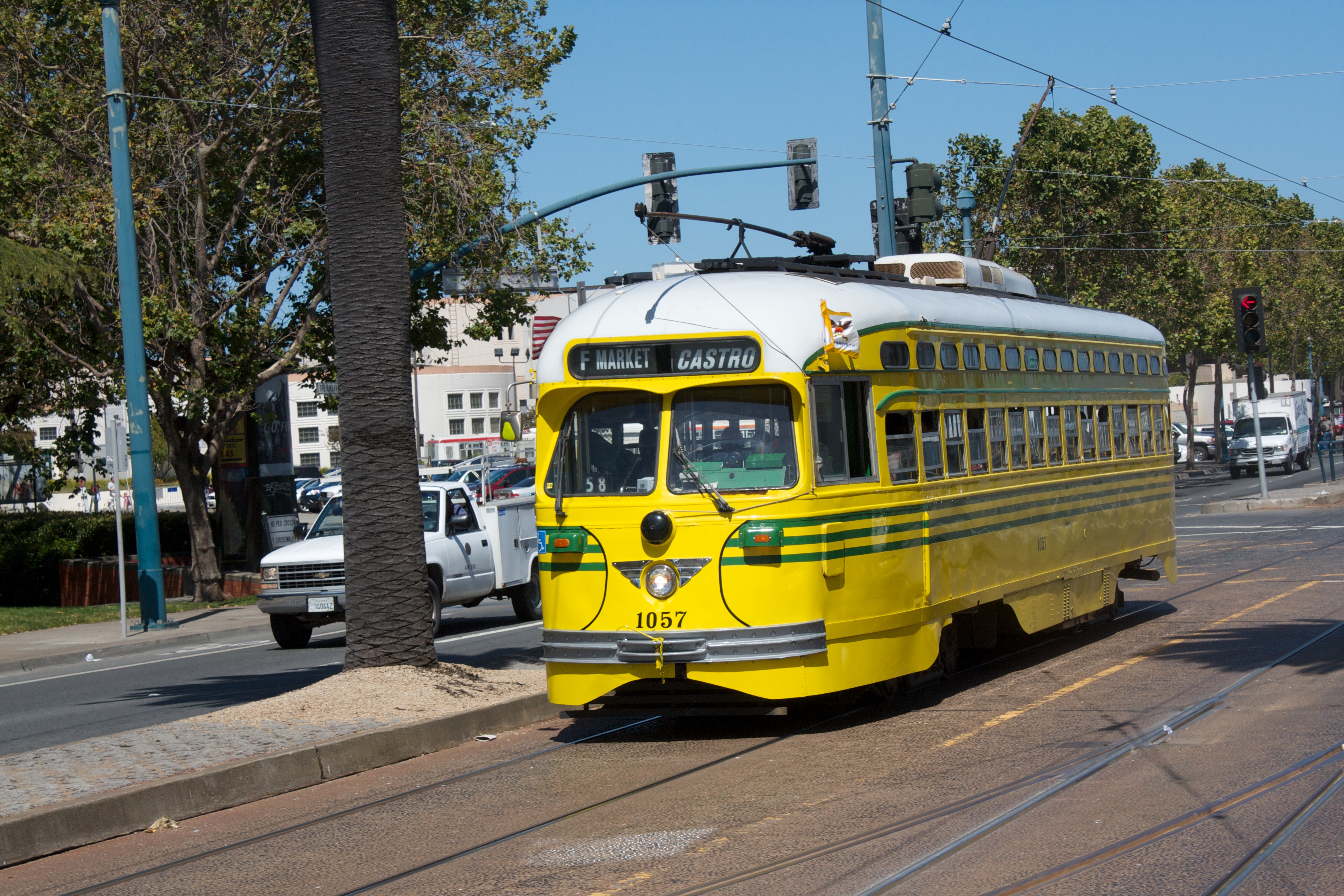
1057
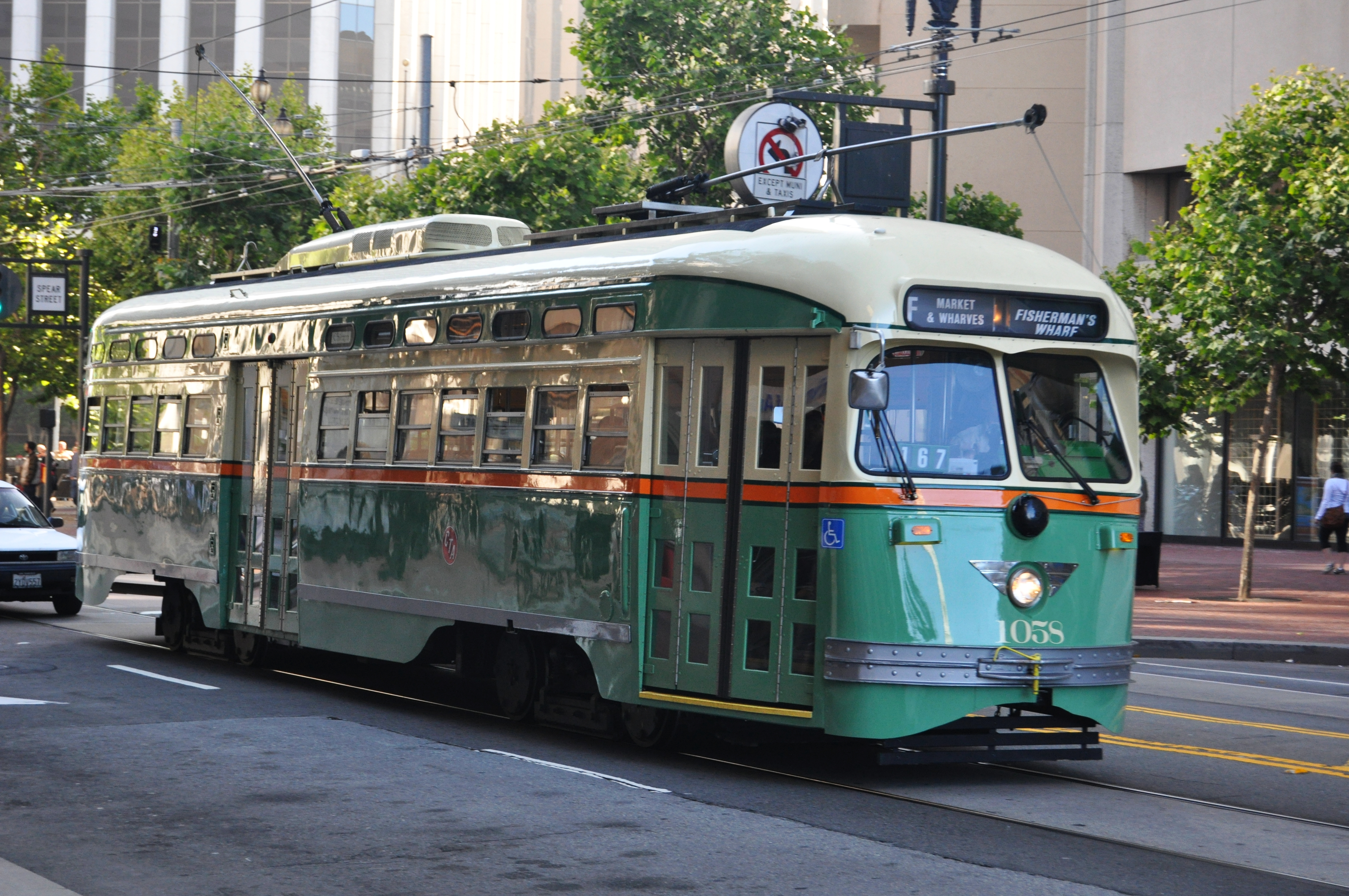
1058
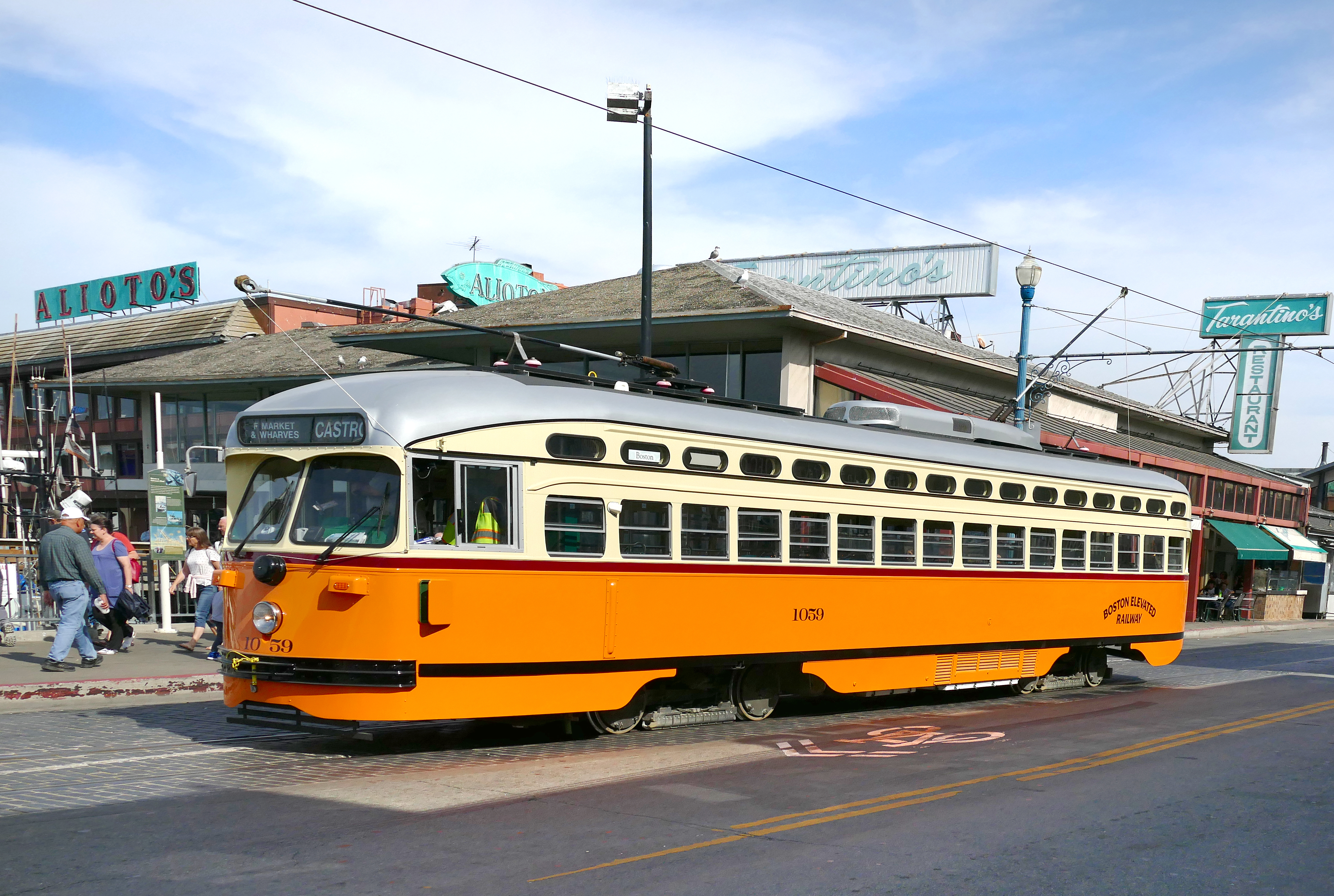
1059
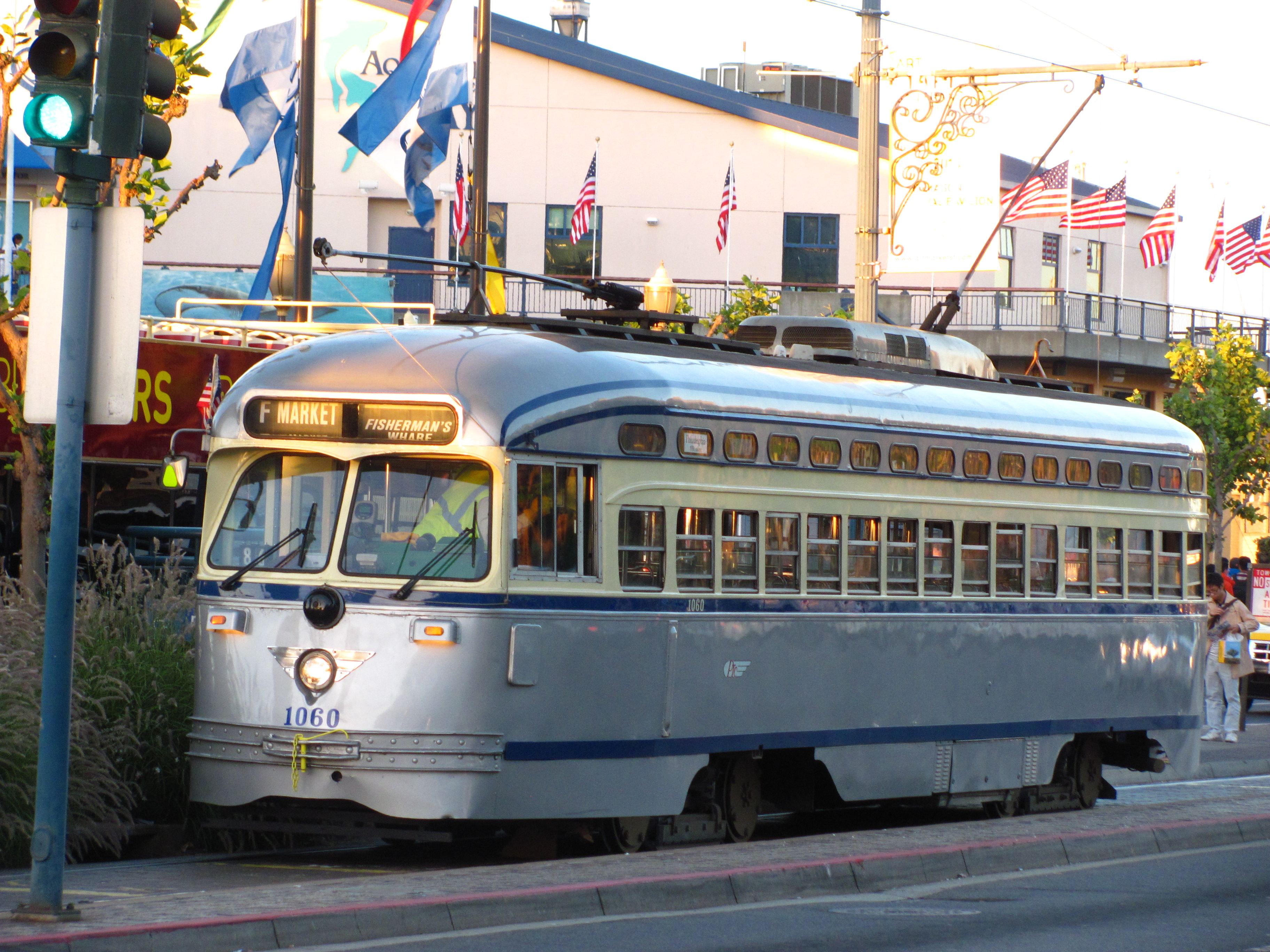
1060
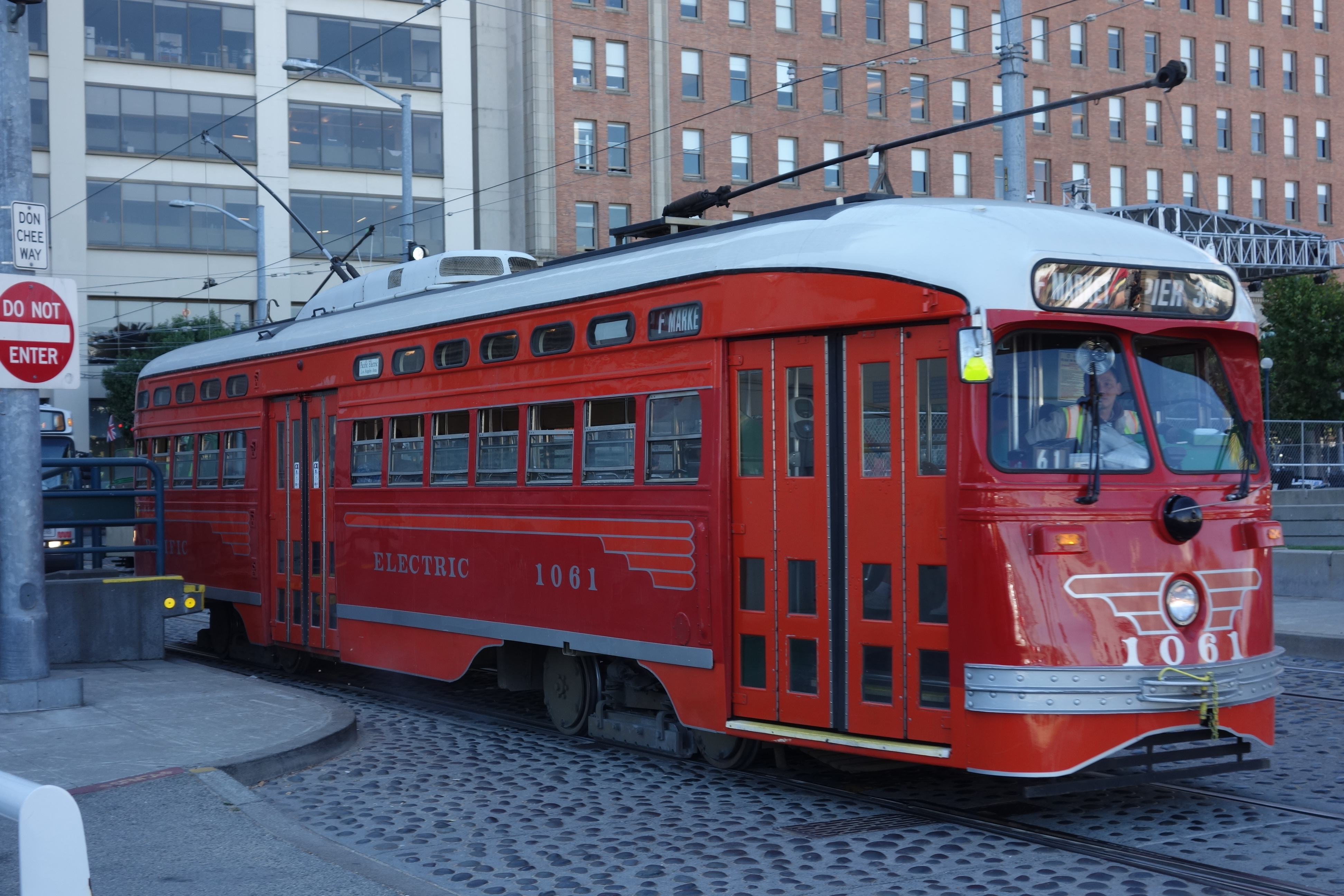
1061
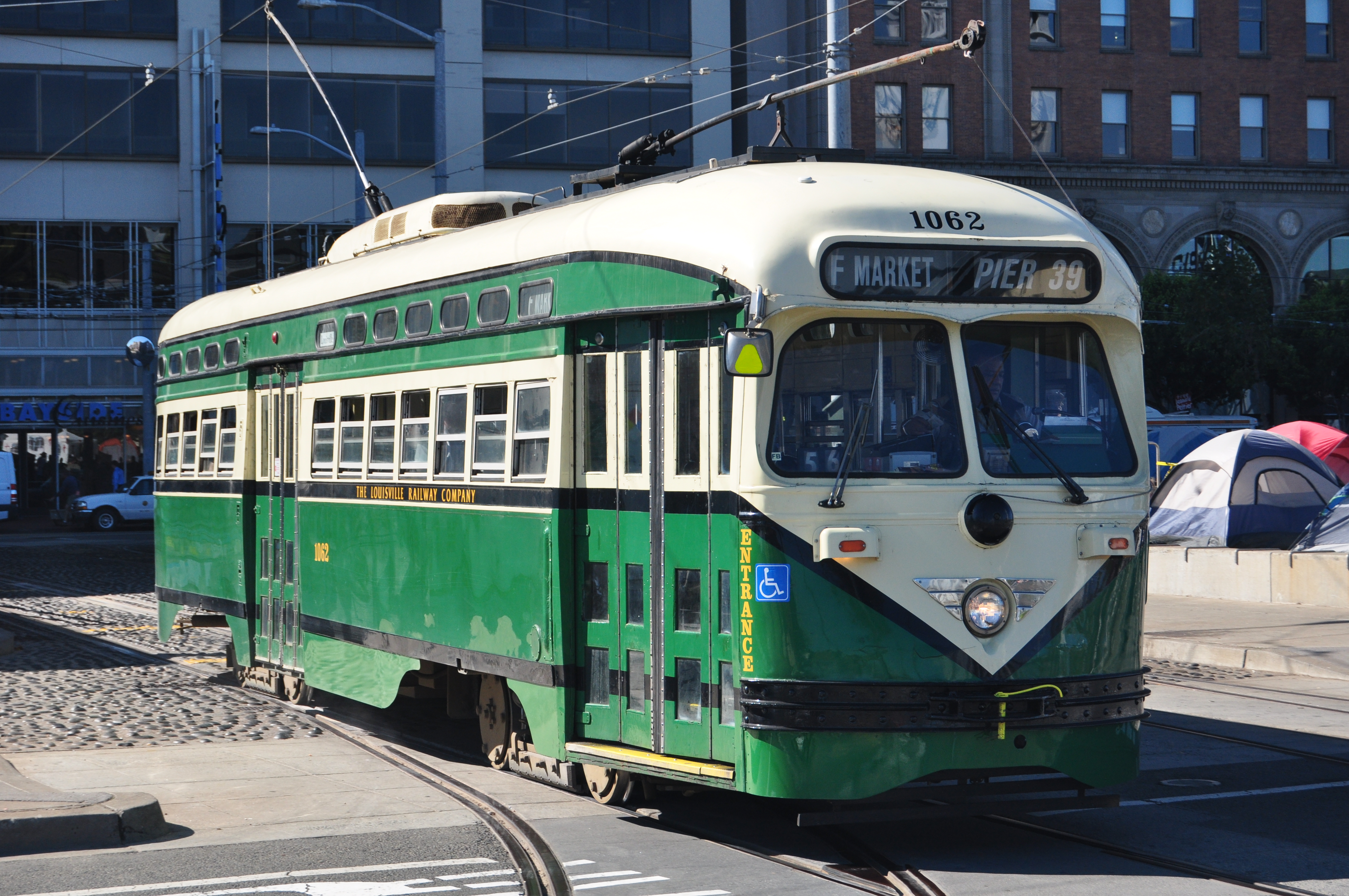
1062
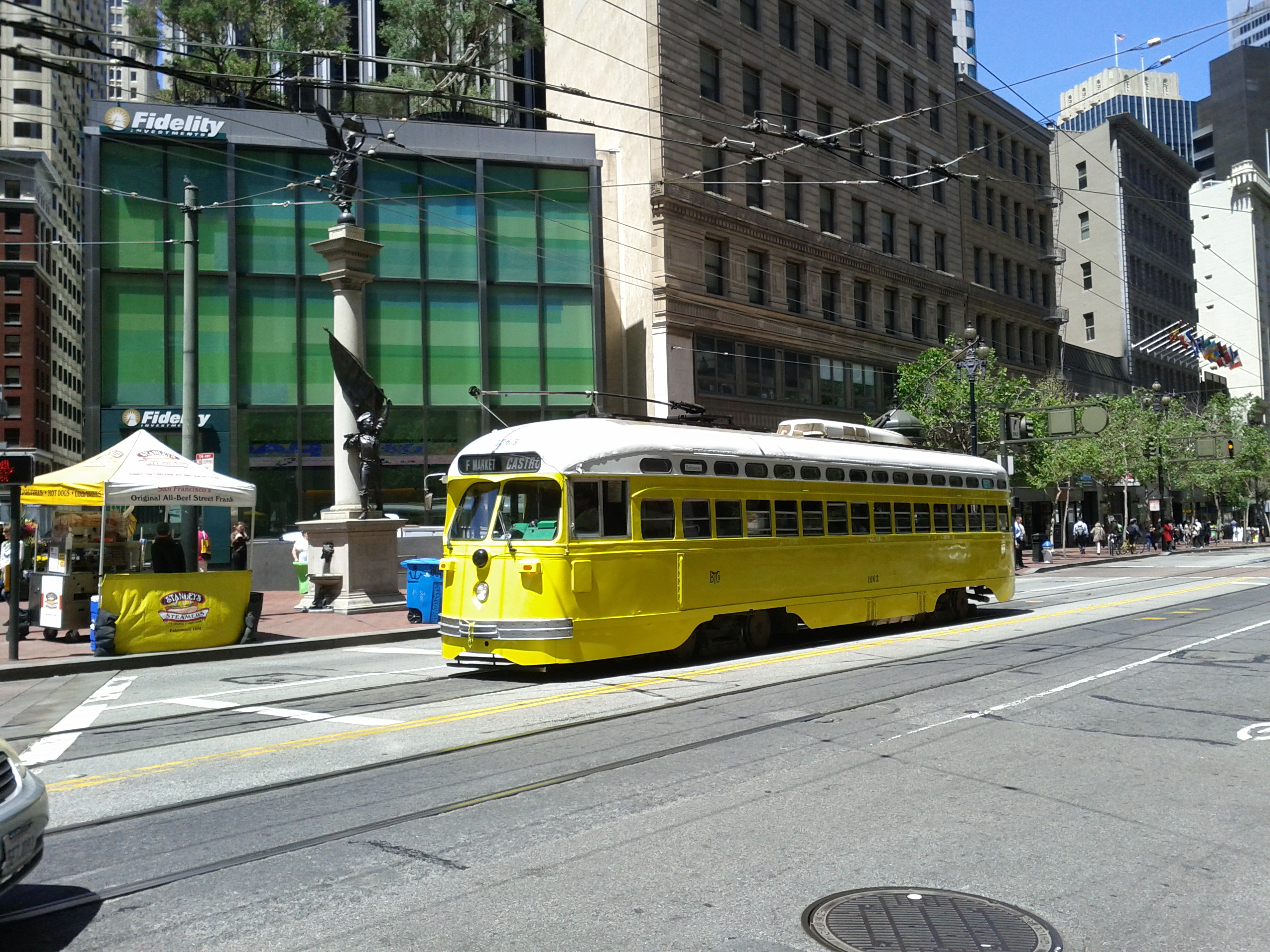
1063

### 1070番台

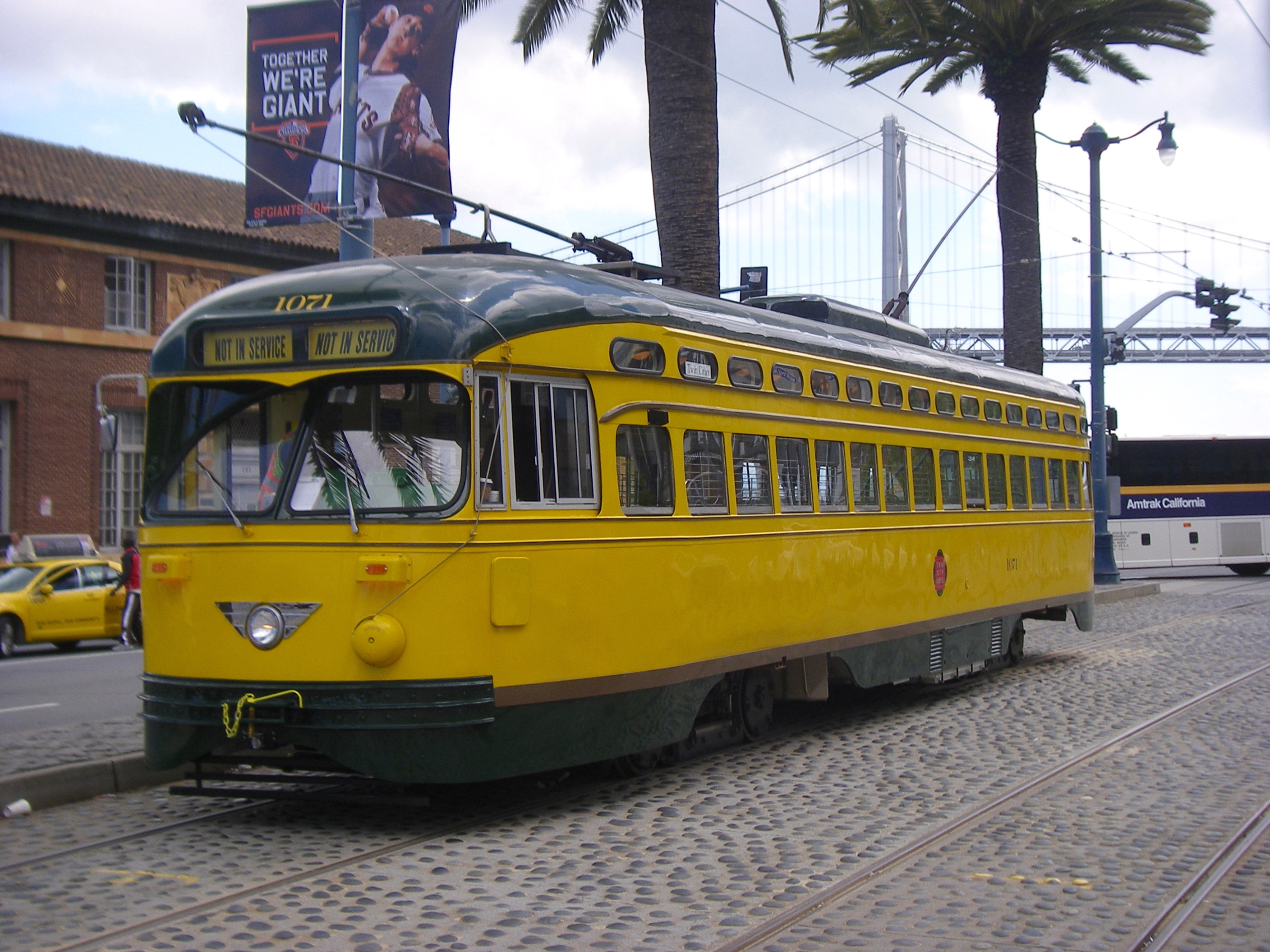
1071

#### 概要
元はミネアポリス・セントポール都市圏で公共交通機関を運営していたツインシティ高速交通が1946年 - 1948年に導入した車両であった。だが路面電車網が1954年に廃止された結果、製造から10年に満たなかったこれらの車両は他都市に譲渡される事になり、うち30両はニューアークに残存していた路面電車（現：ニュージャージー・トランジット）へ譲渡され、在籍していた旧型車両を置き換えた。以降は長期に渡って主力車両として活躍したが、老朽化が進行した事で抜本的な近代化が図られる事となり、近畿車輛製の新型電車に置き換えられる形で2001年までに引退した。その中で11両（1070-1080）は2004年にMuniが購入し、整備の上で定期運用に再度投入している。1050番台と同様に全車ともアメリカ各都市のPCCカーの塗装を纏っている。

#### ギャラリー

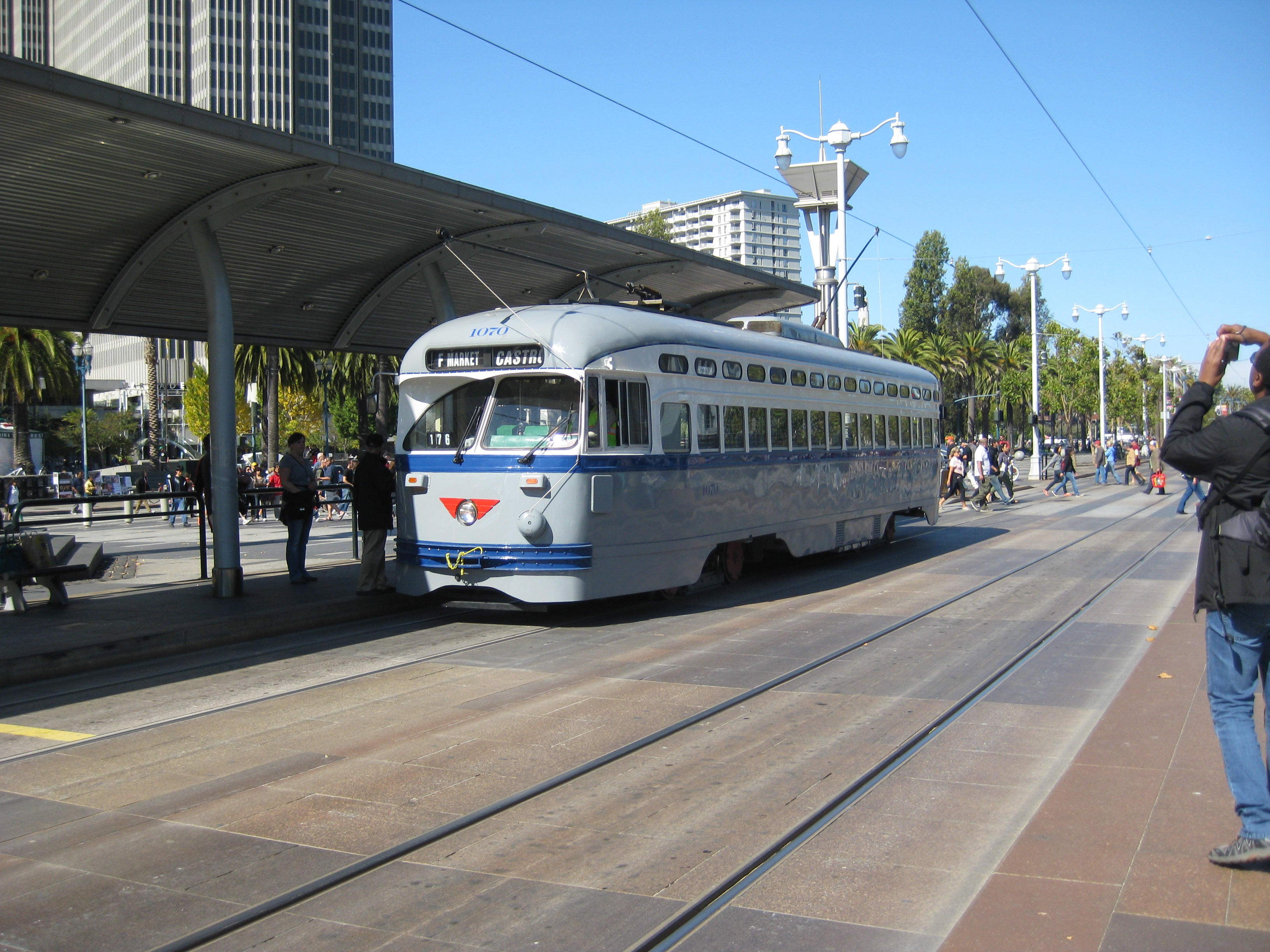
1070
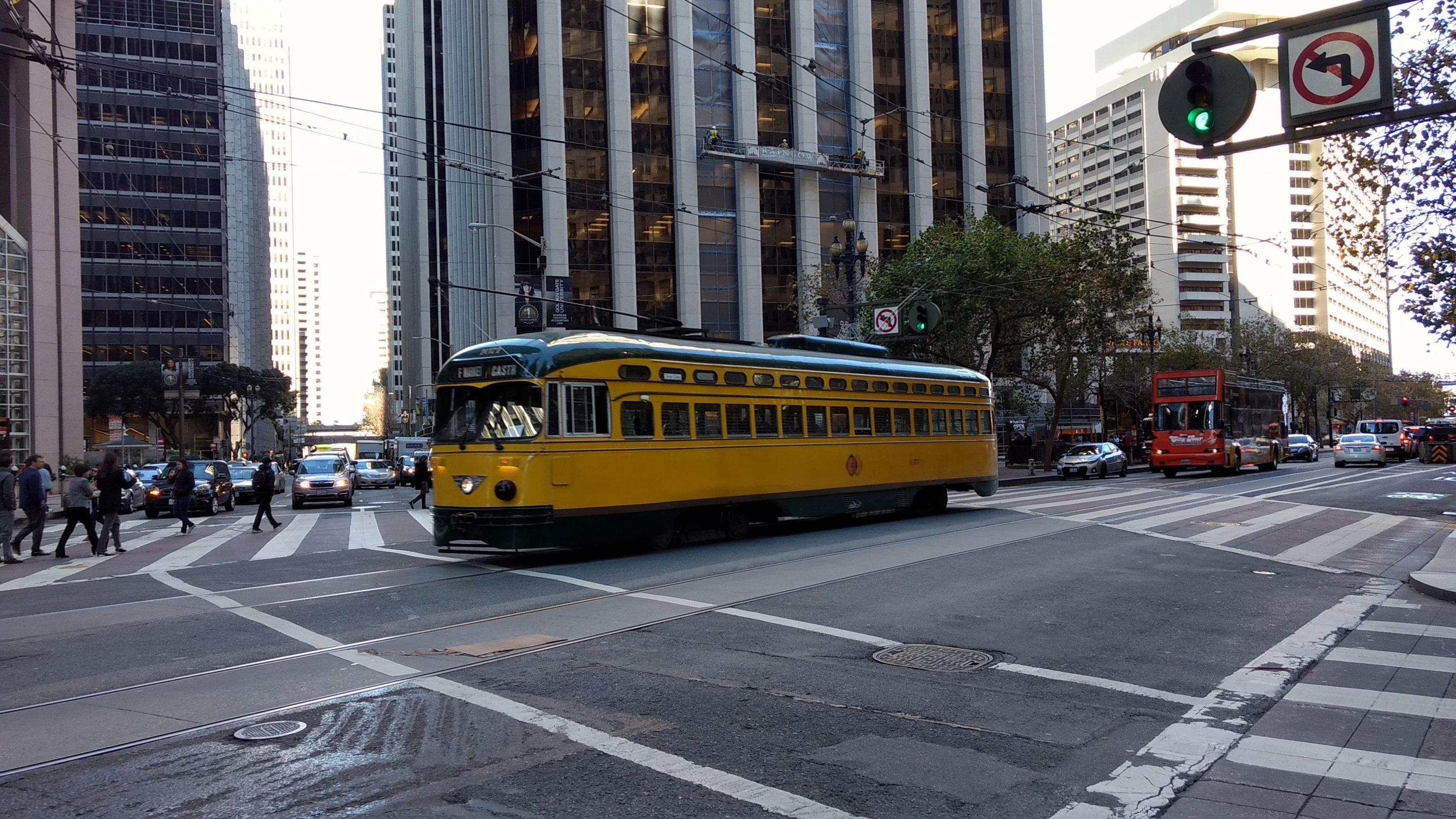
1071
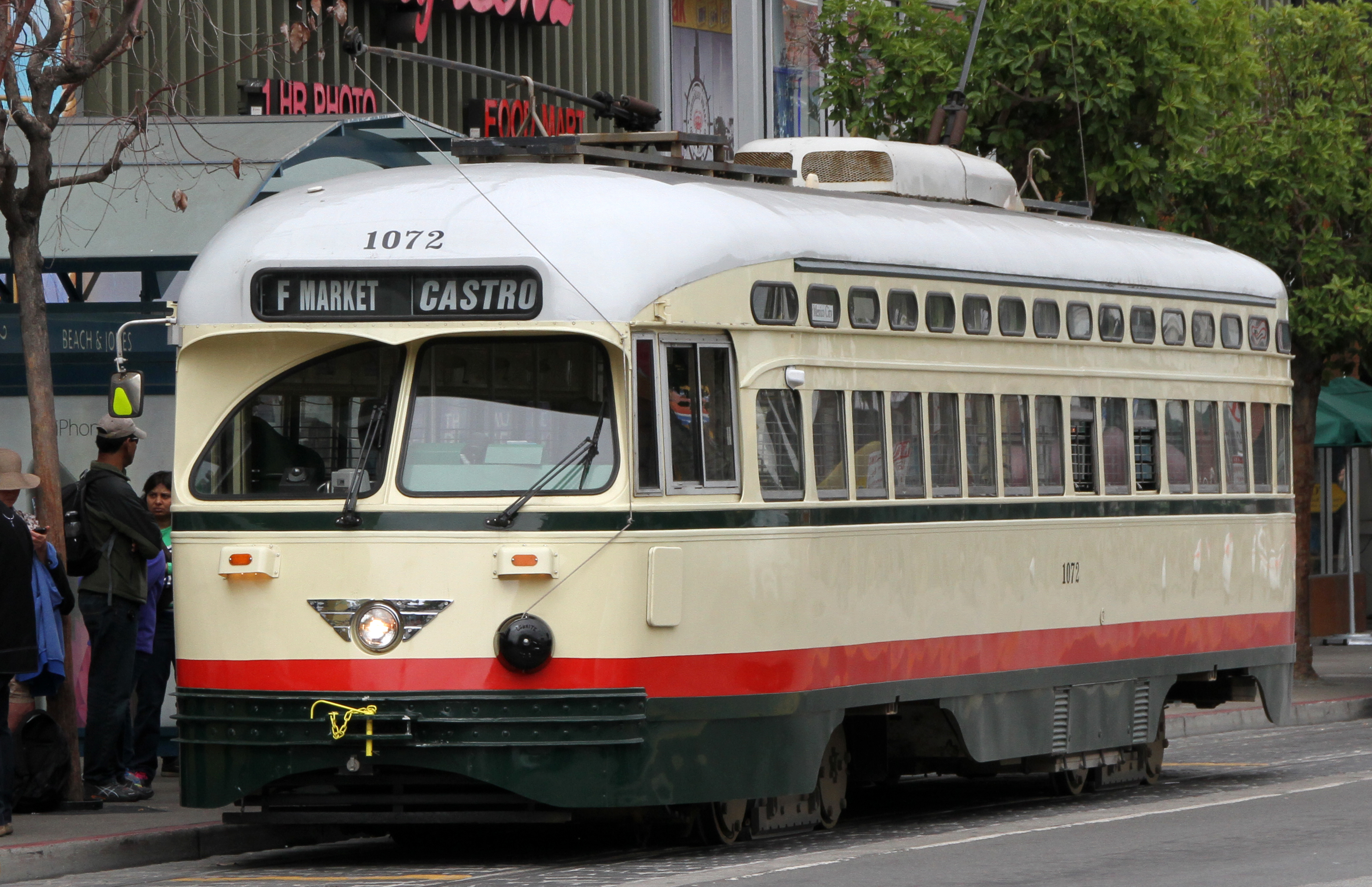
1072
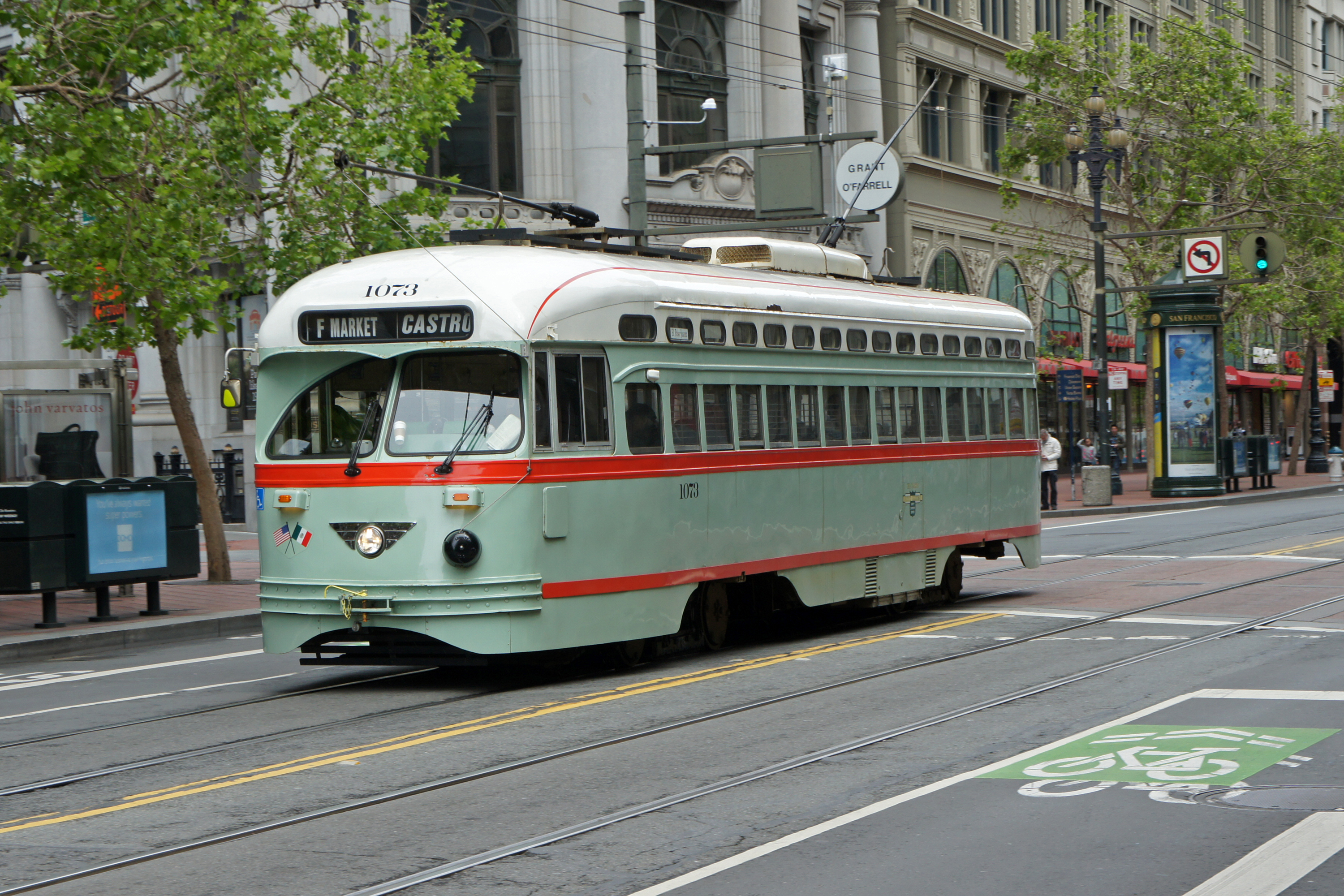
1073
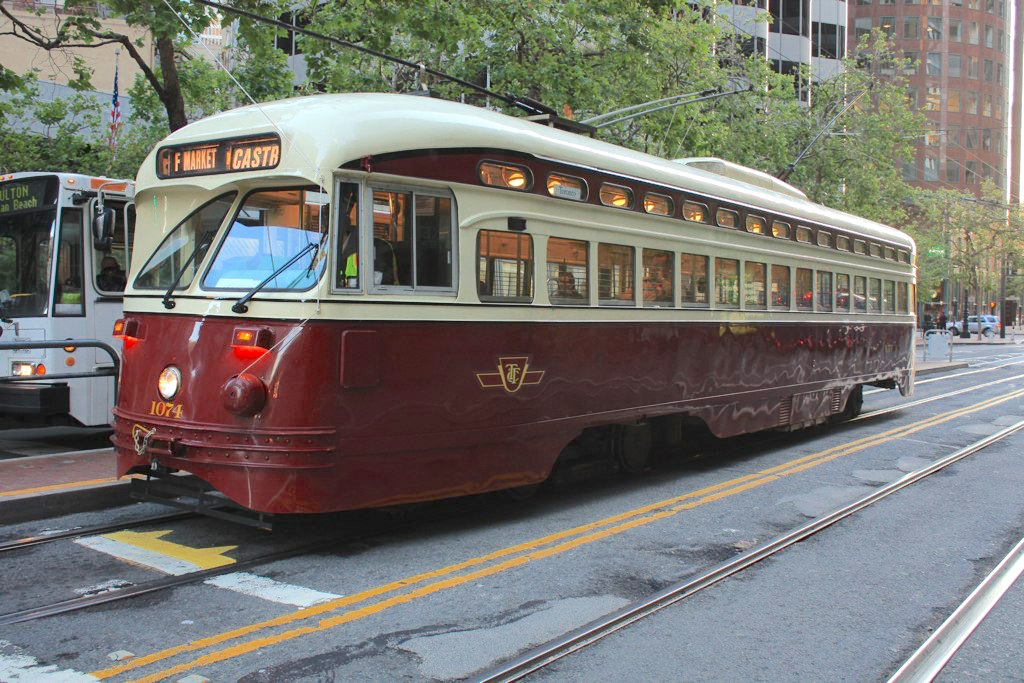
1074
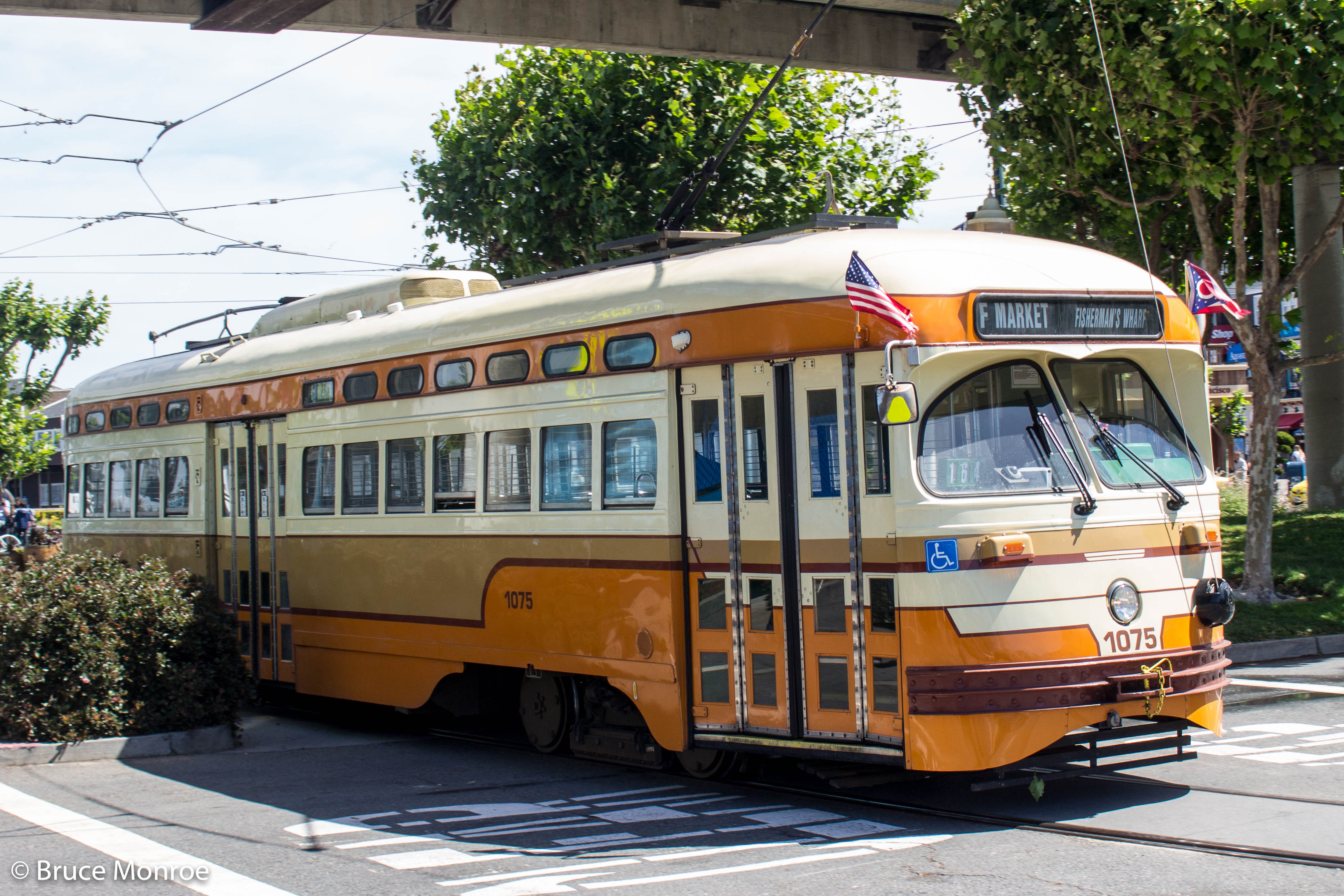
1075
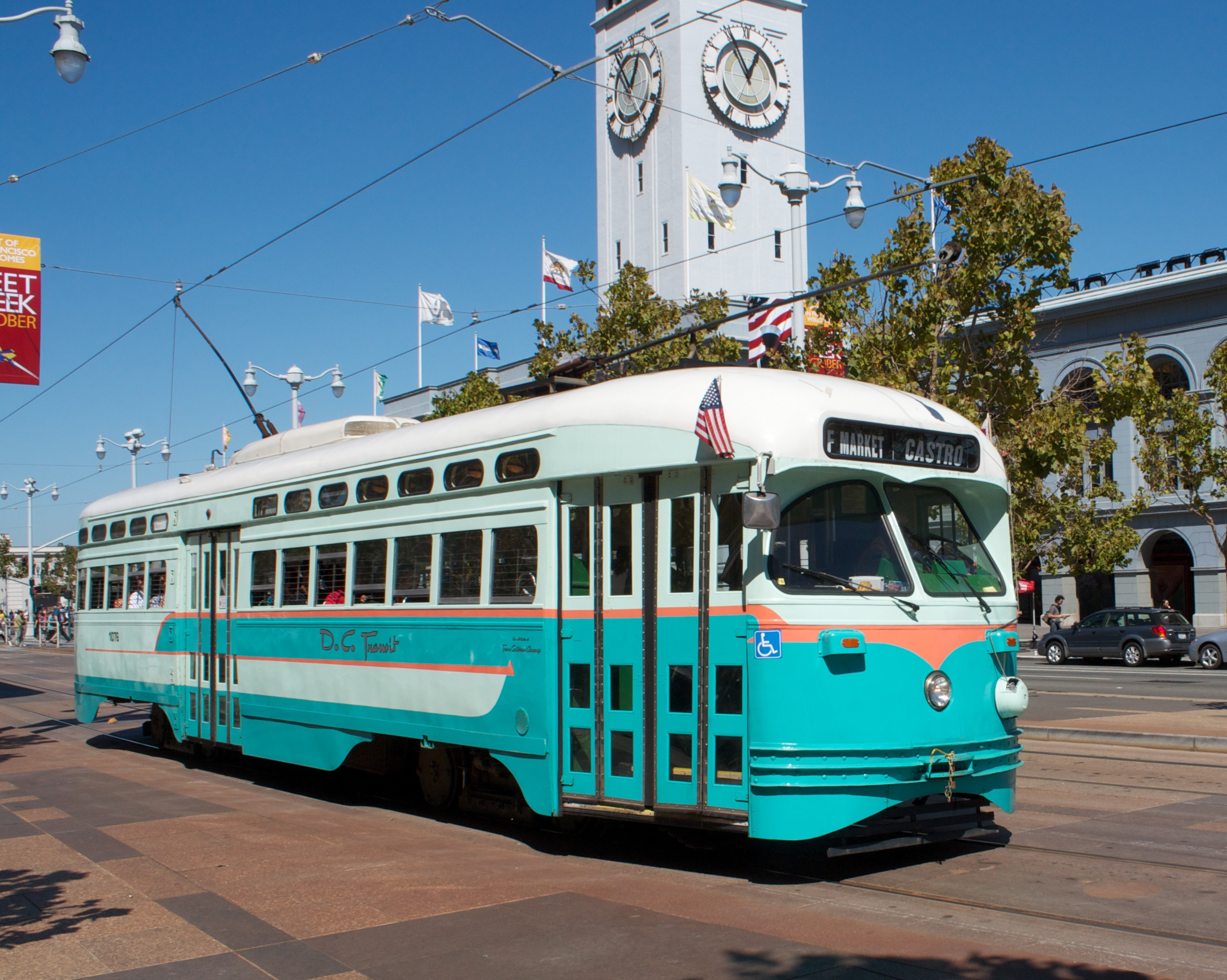
1076
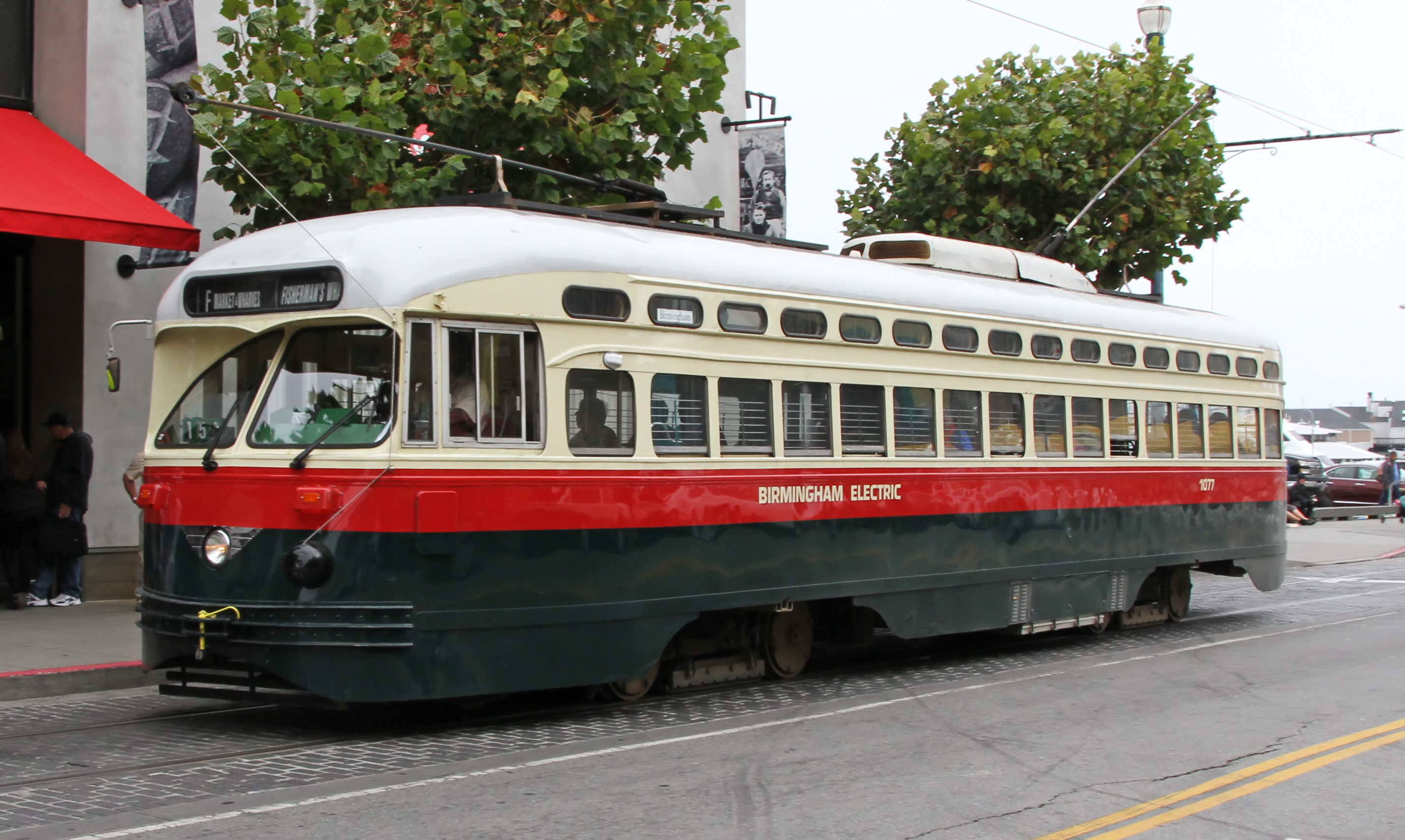
1077
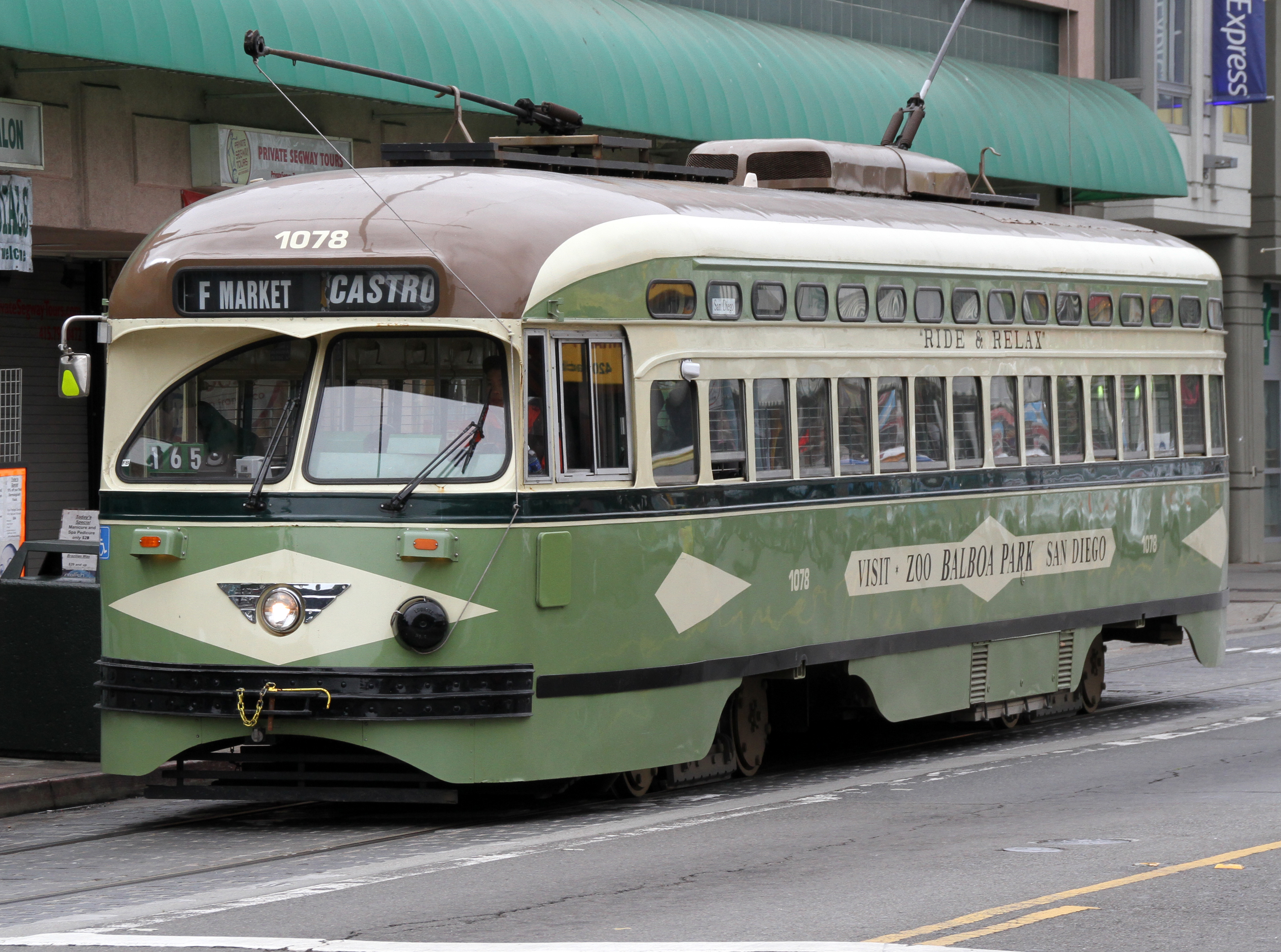
1078
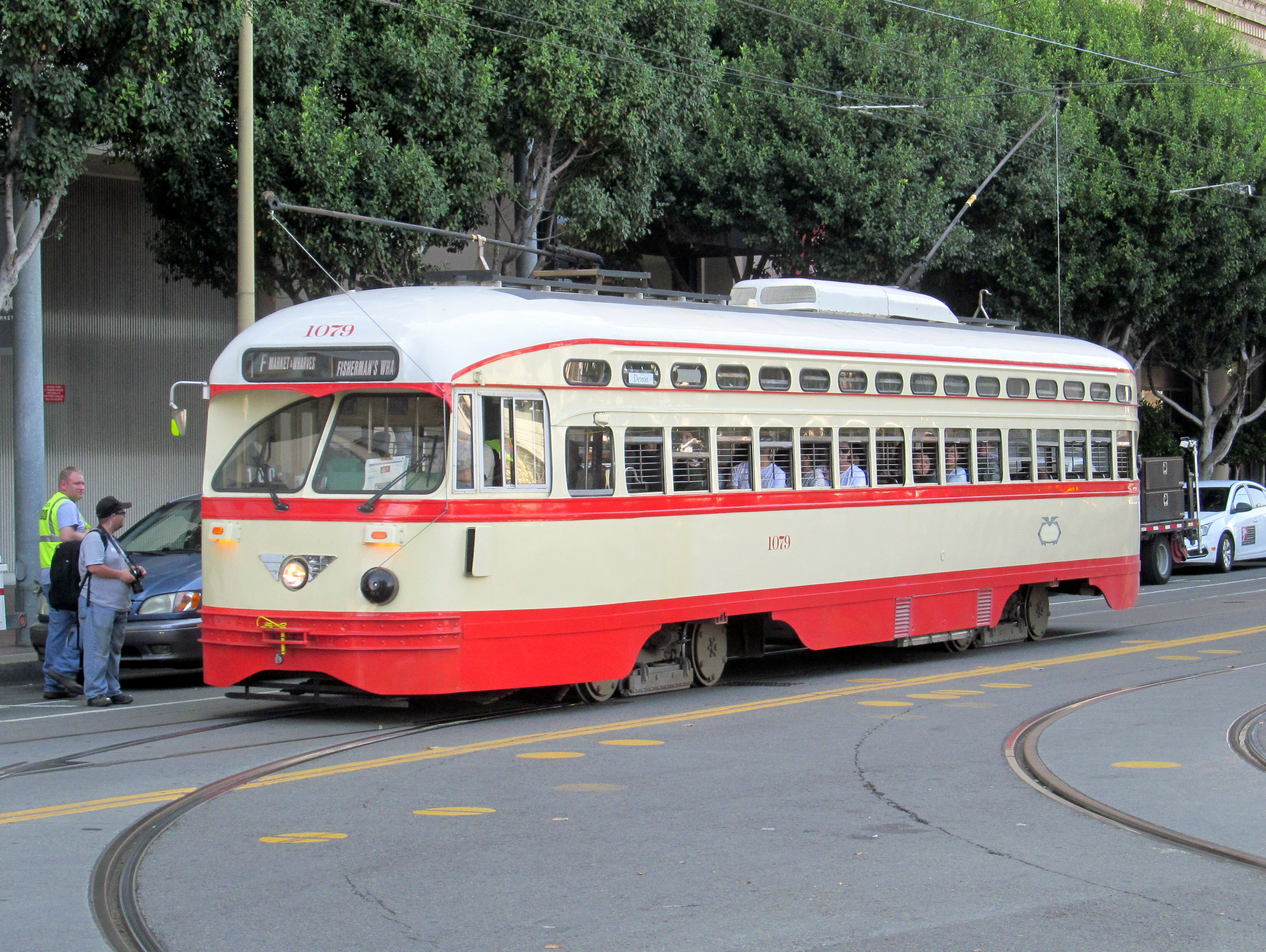
1079
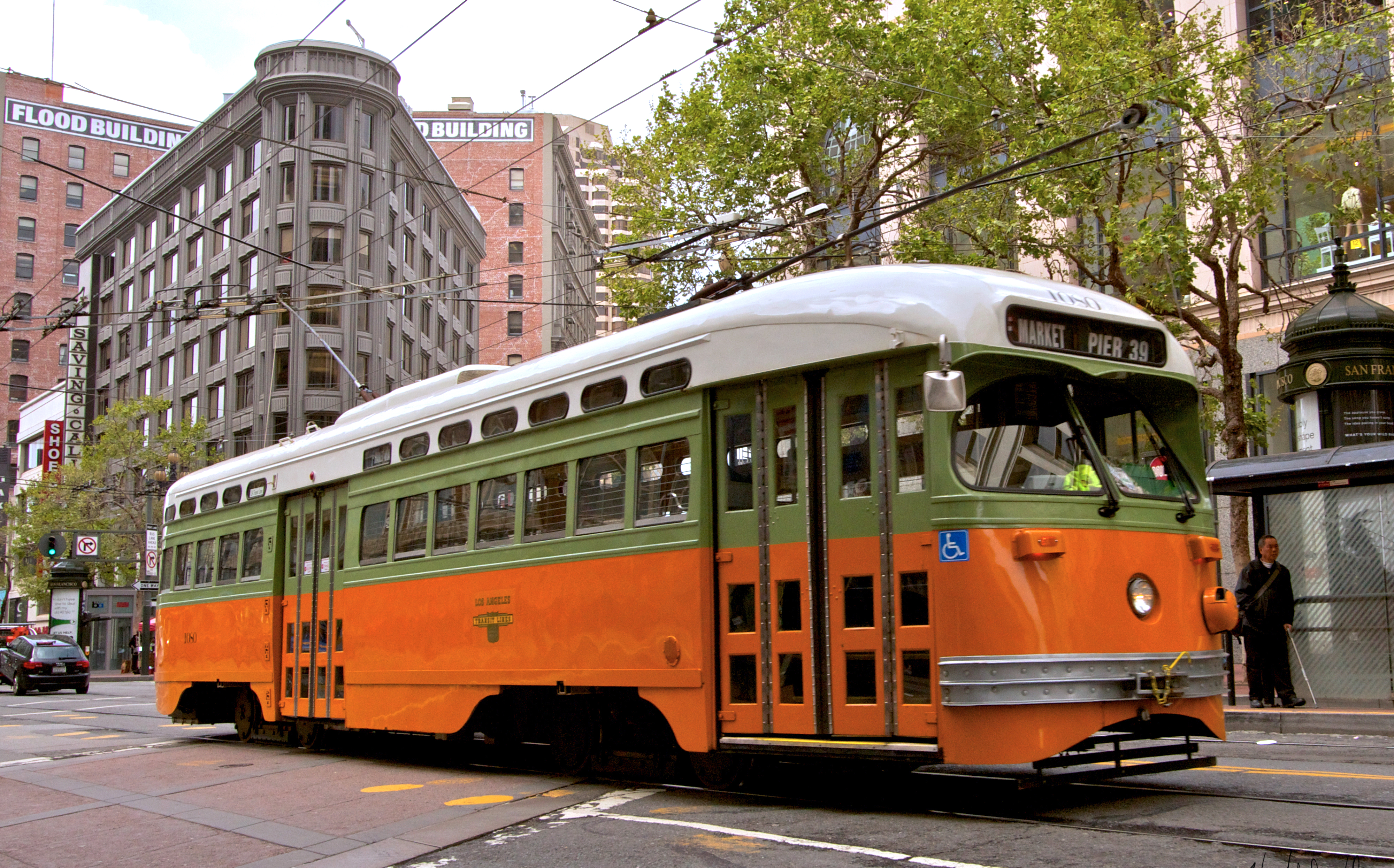
1080

## その他

### 737

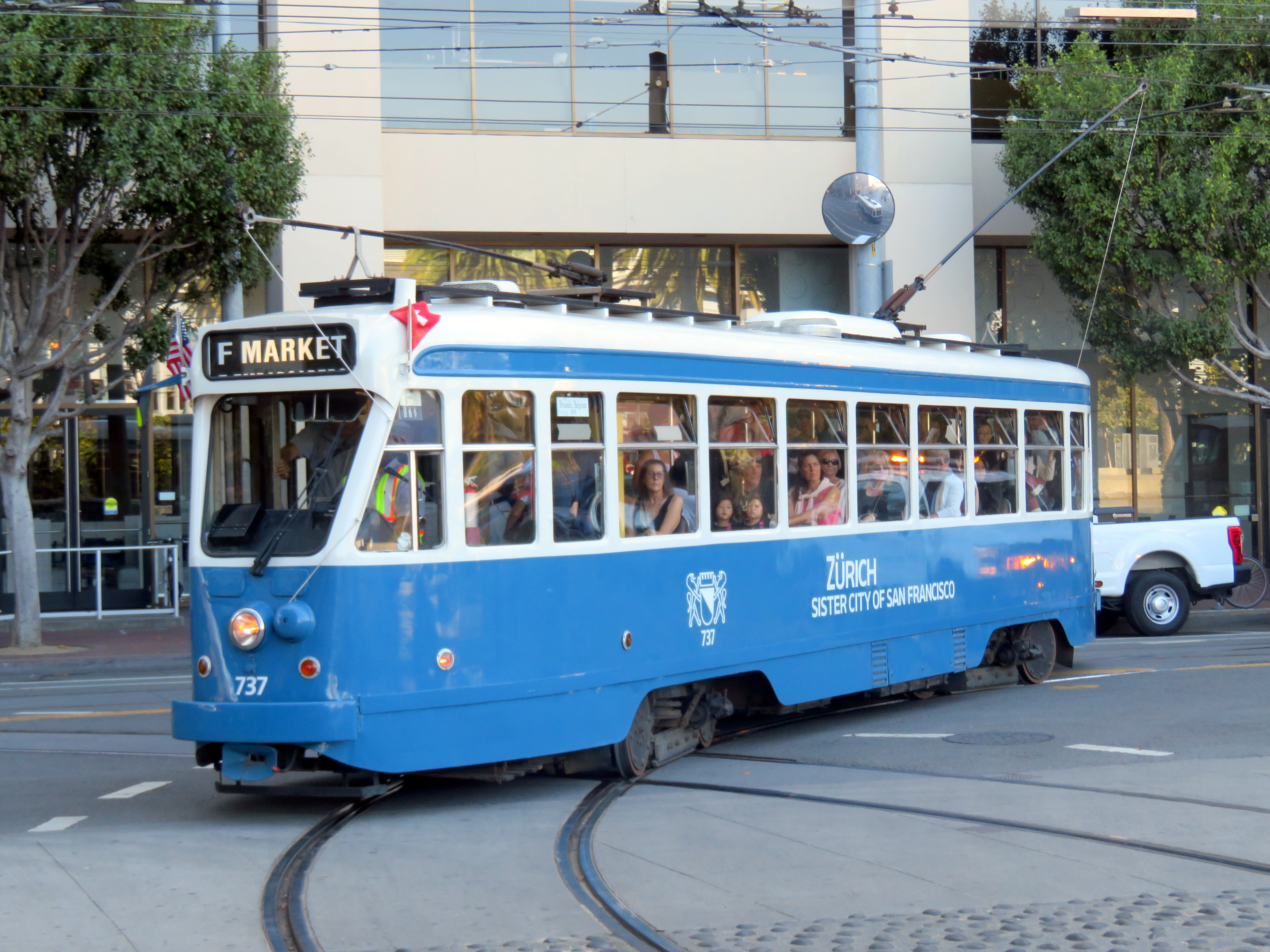
737

2005年以降営業運転に使用されている"737"はベルギー・ブリュッセルの路面電車であるブリュッセル市電から譲渡された車両で、PCCカーの技術を基に1951年以降ベルギーで製造された車両の1つである。ただし塗装はサンフランシスコの姉妹都市であるチューリッヒの路面電車のものに変更されている。

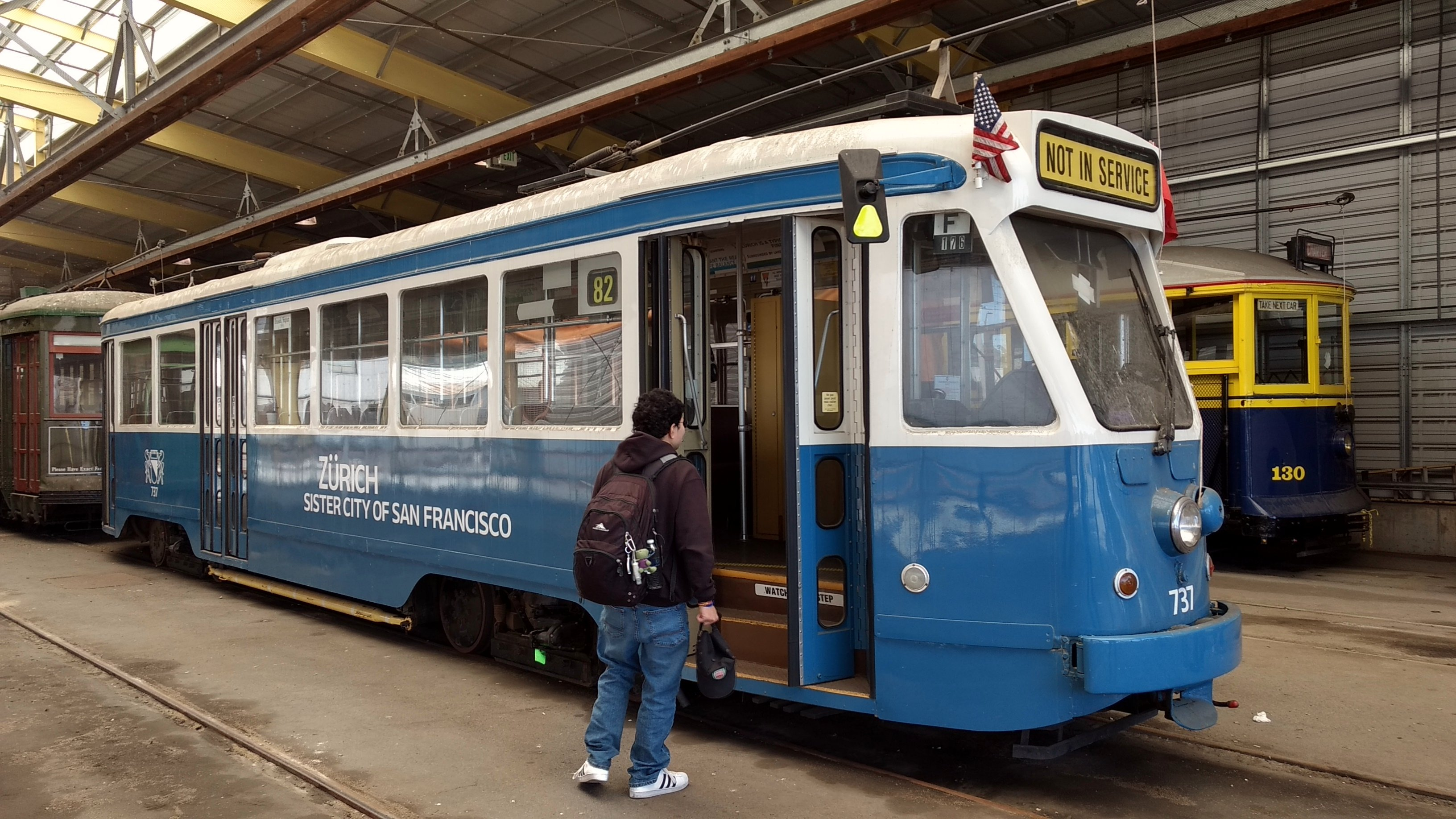
車体（乗降扉側）
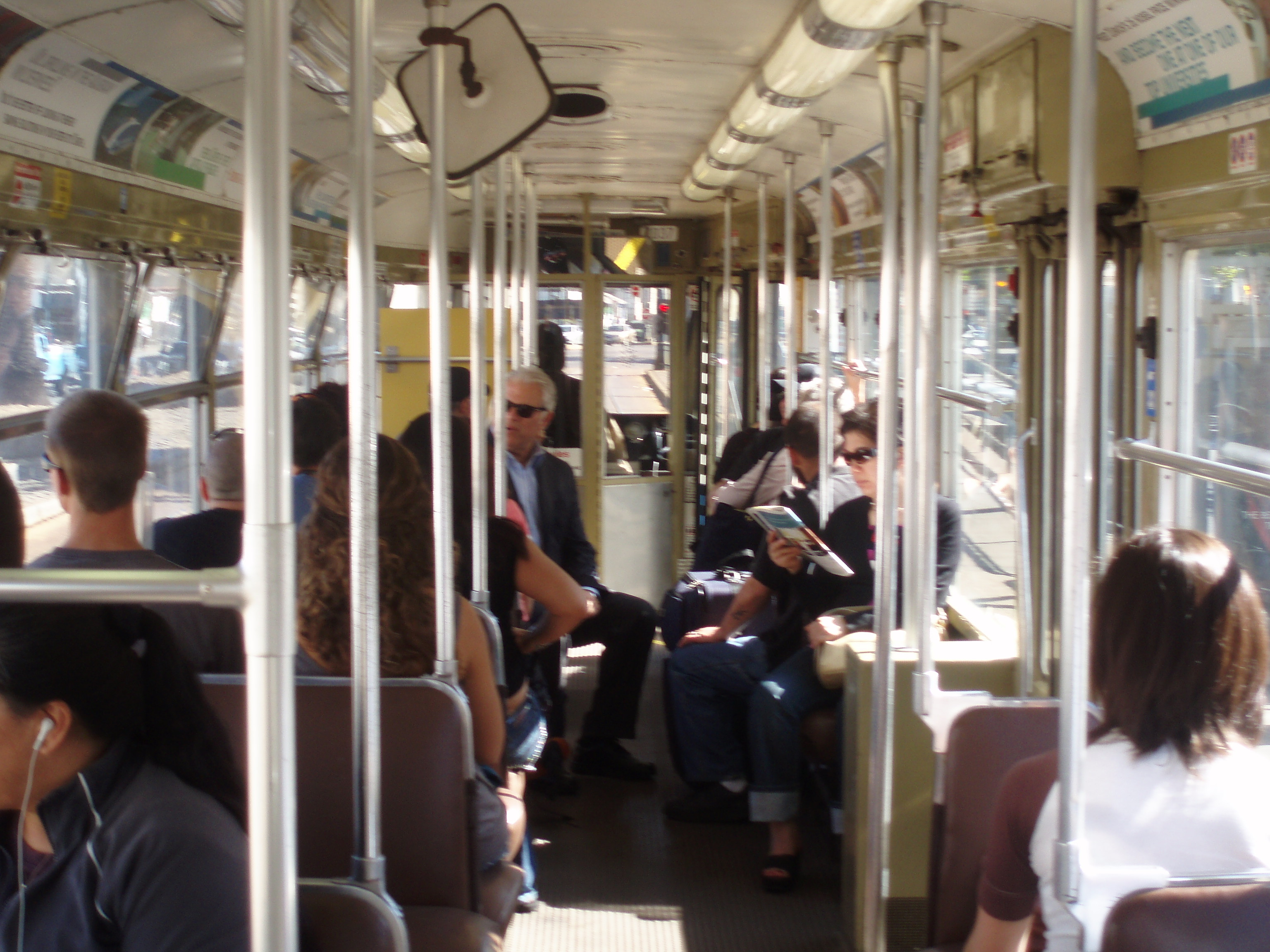
車内